# Biserica de lemn din Crivina de Sus

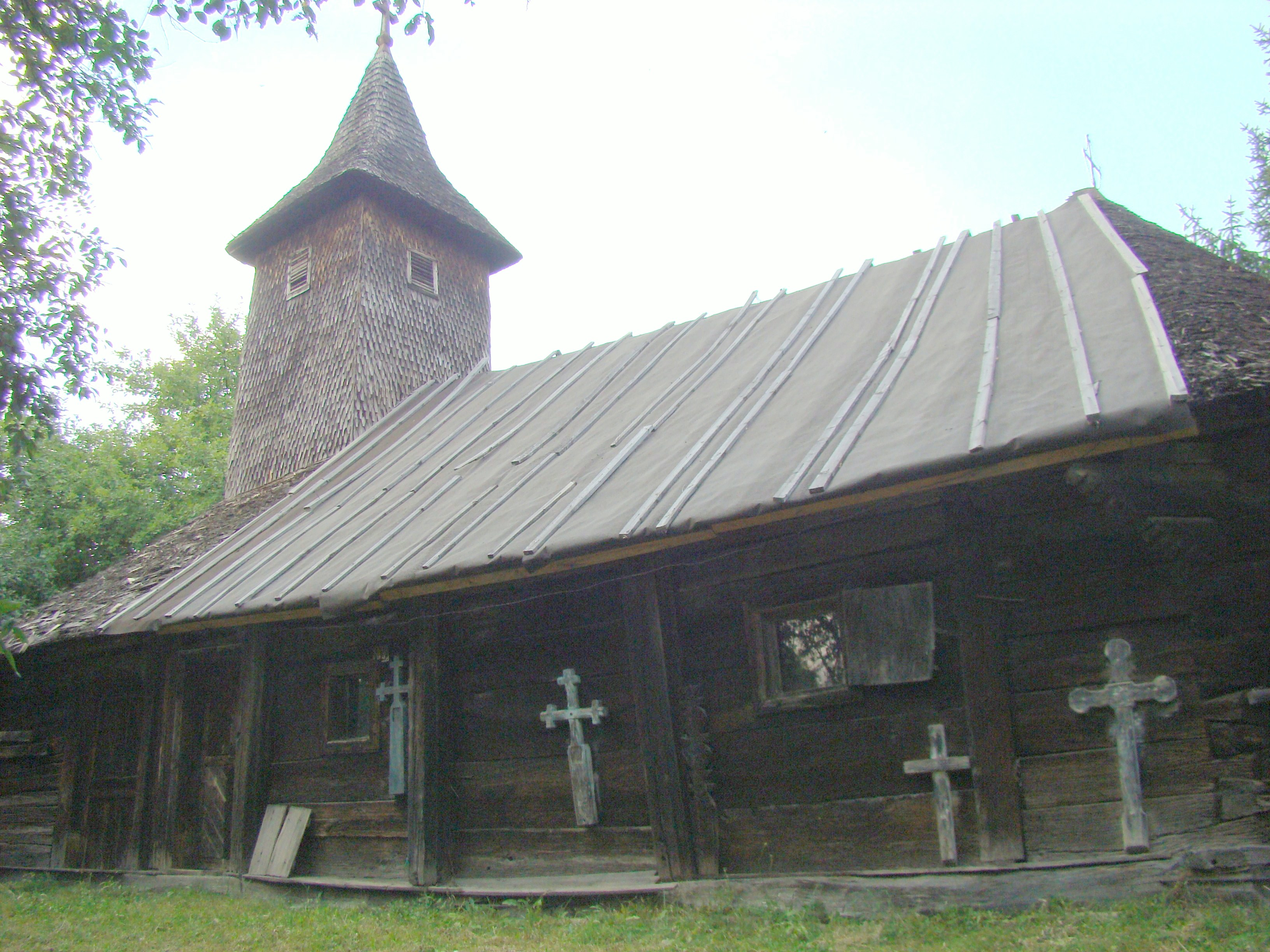
Biserica de lemn „Cuvioasa Paraschiva” din Crivina de Sus, comuna Pietroasa, județul Timiș, foto: august 2009.

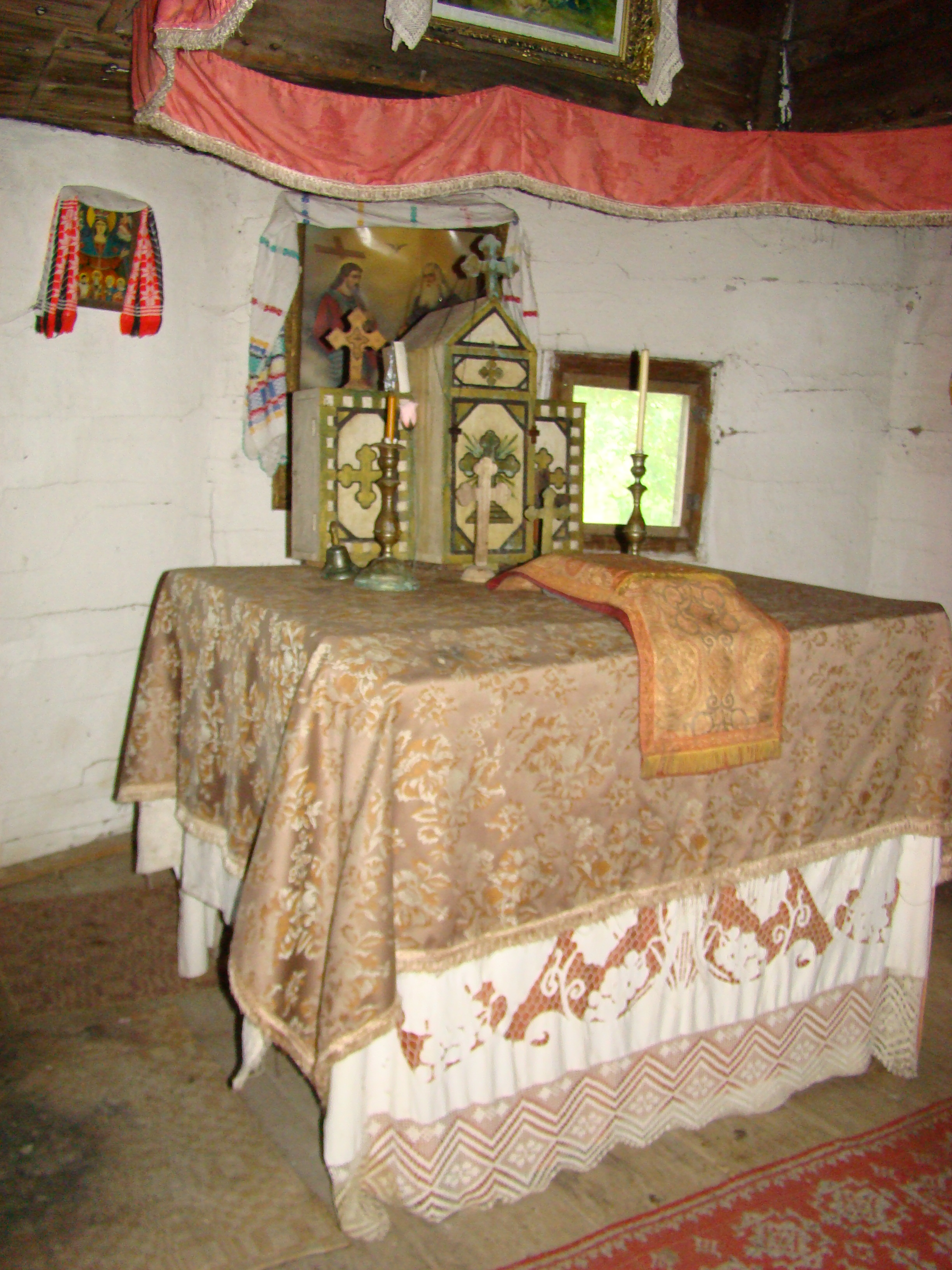
În altar

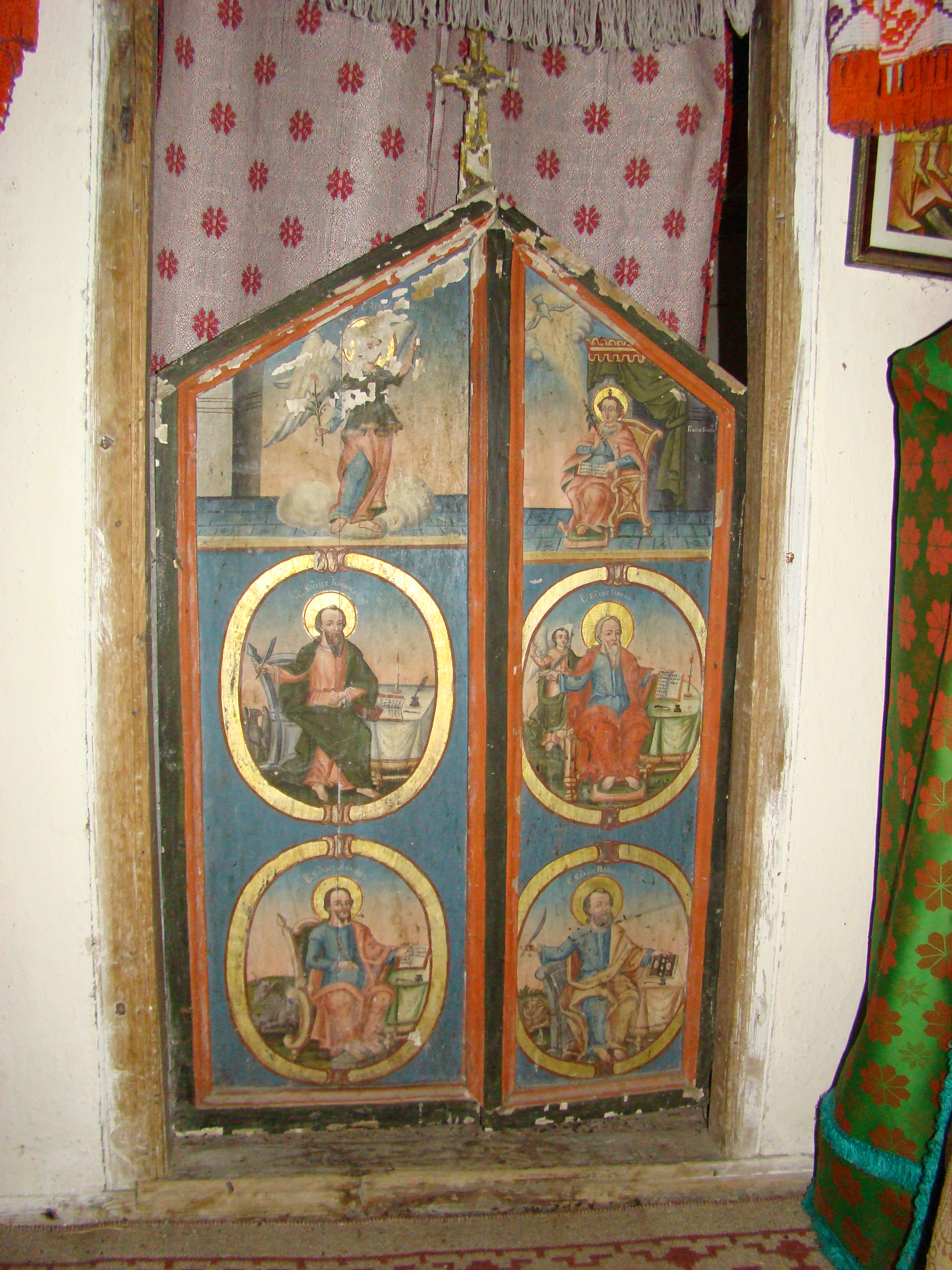
Ușile împărătești

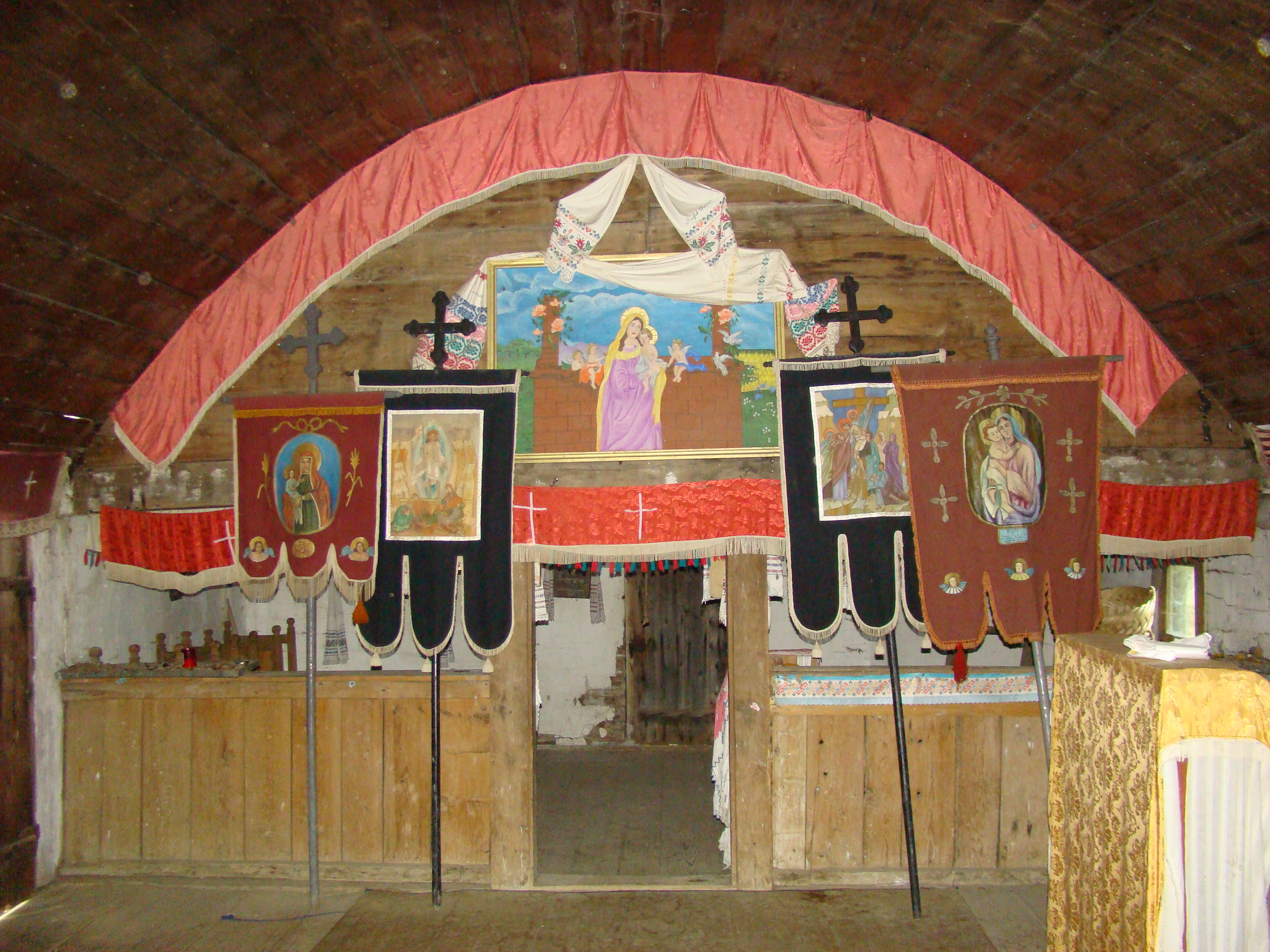
Nava spre ieșire

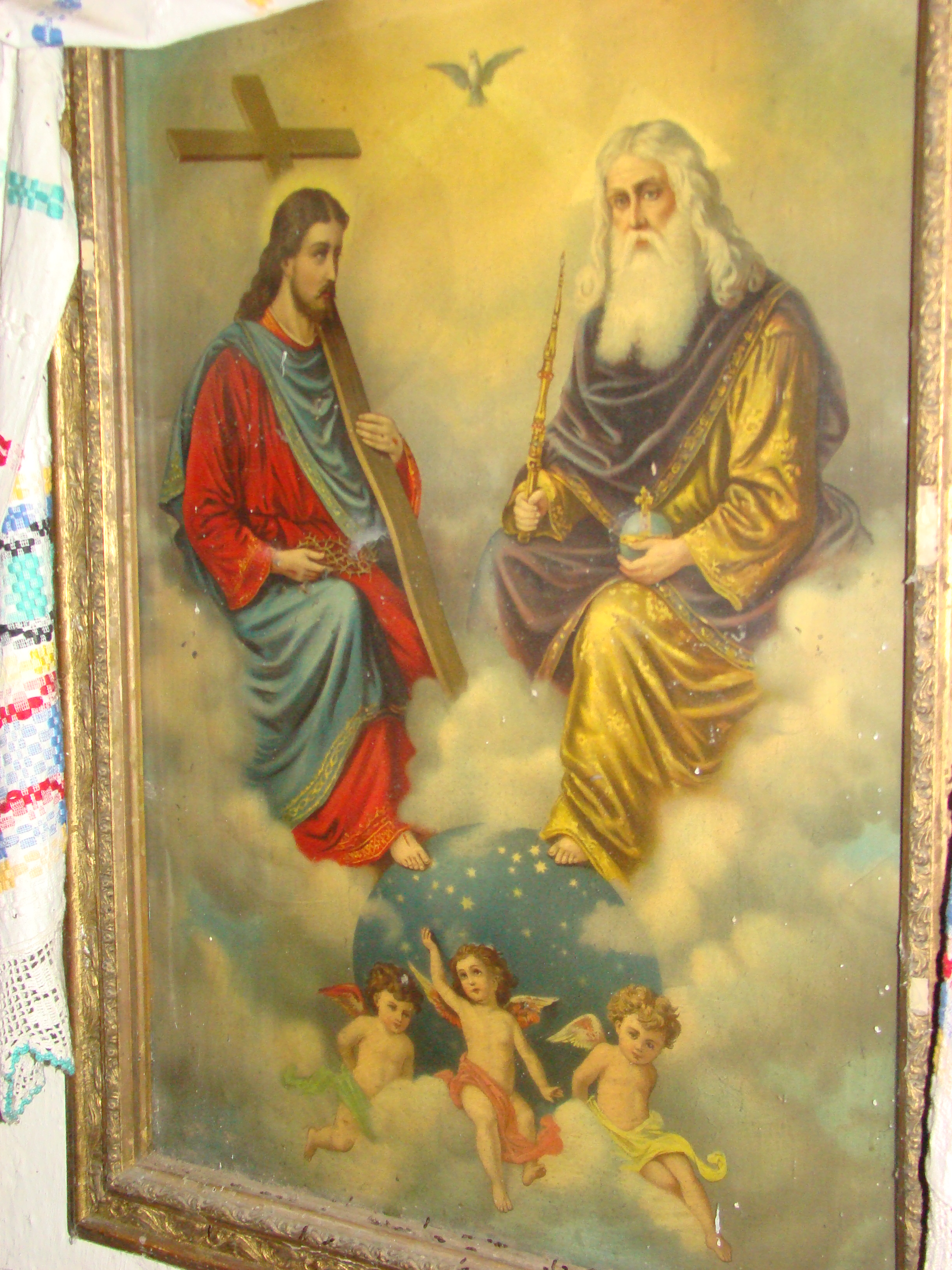
Sfânta Treime

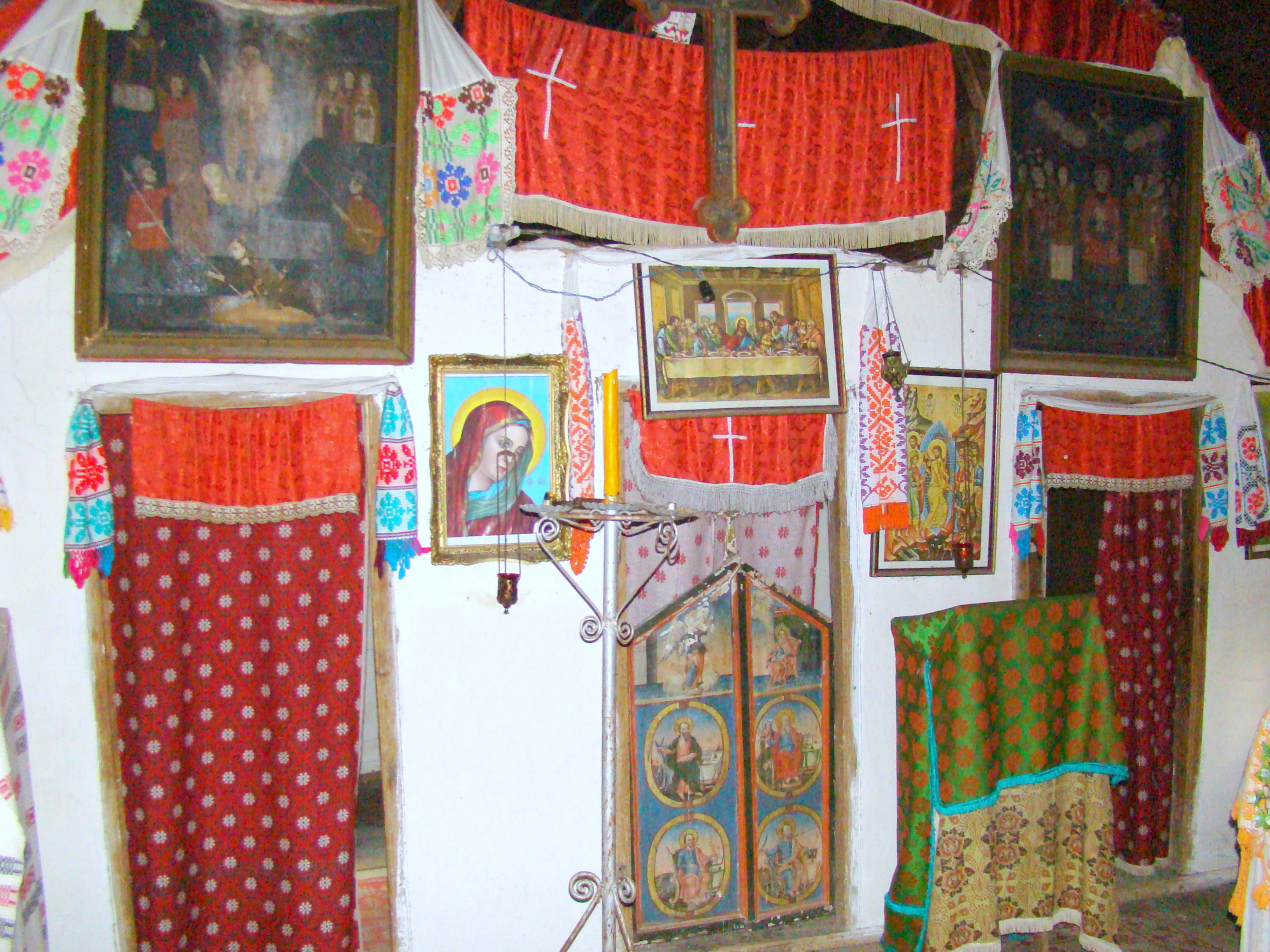
Iconostasul

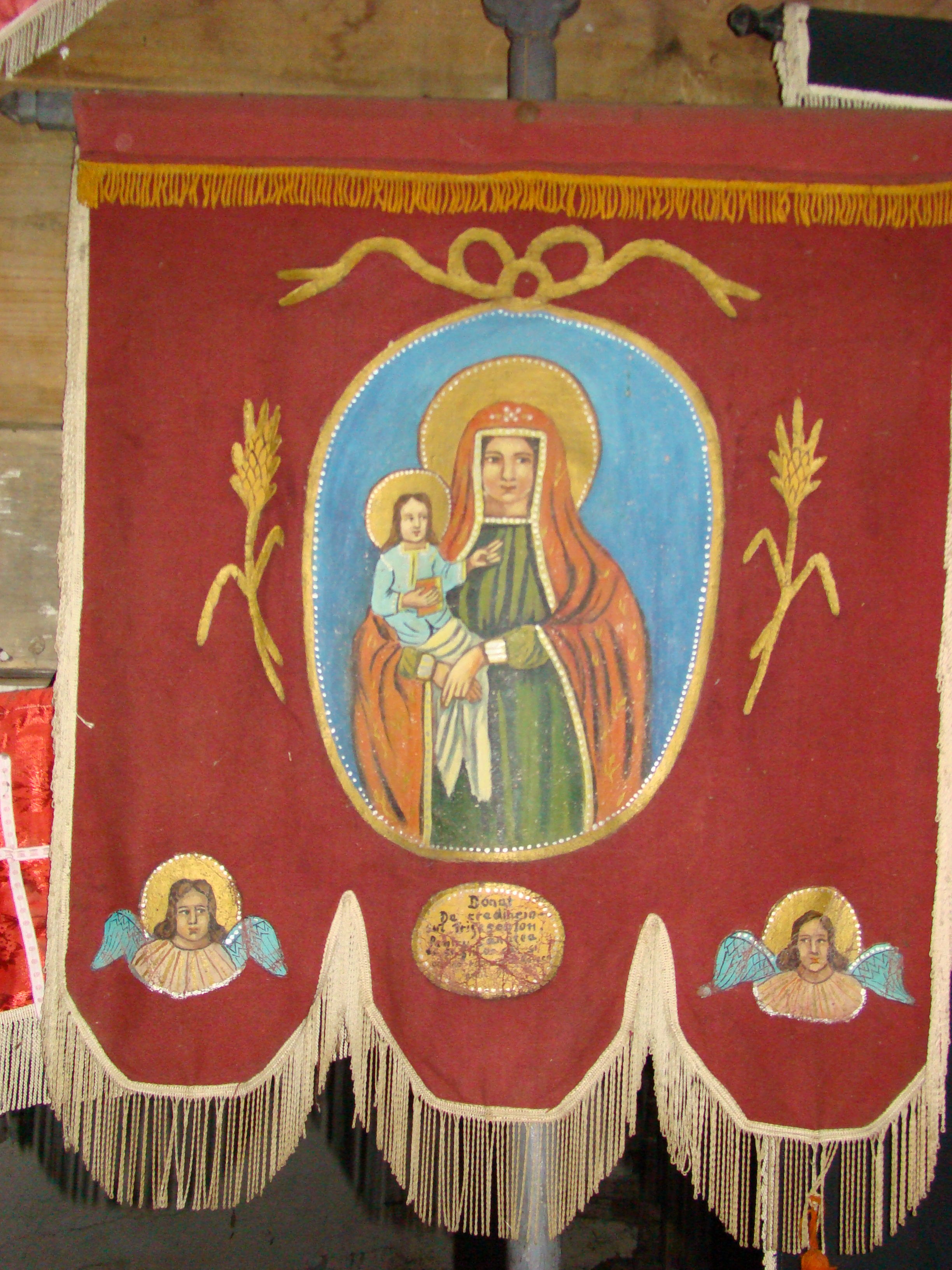
Prapur

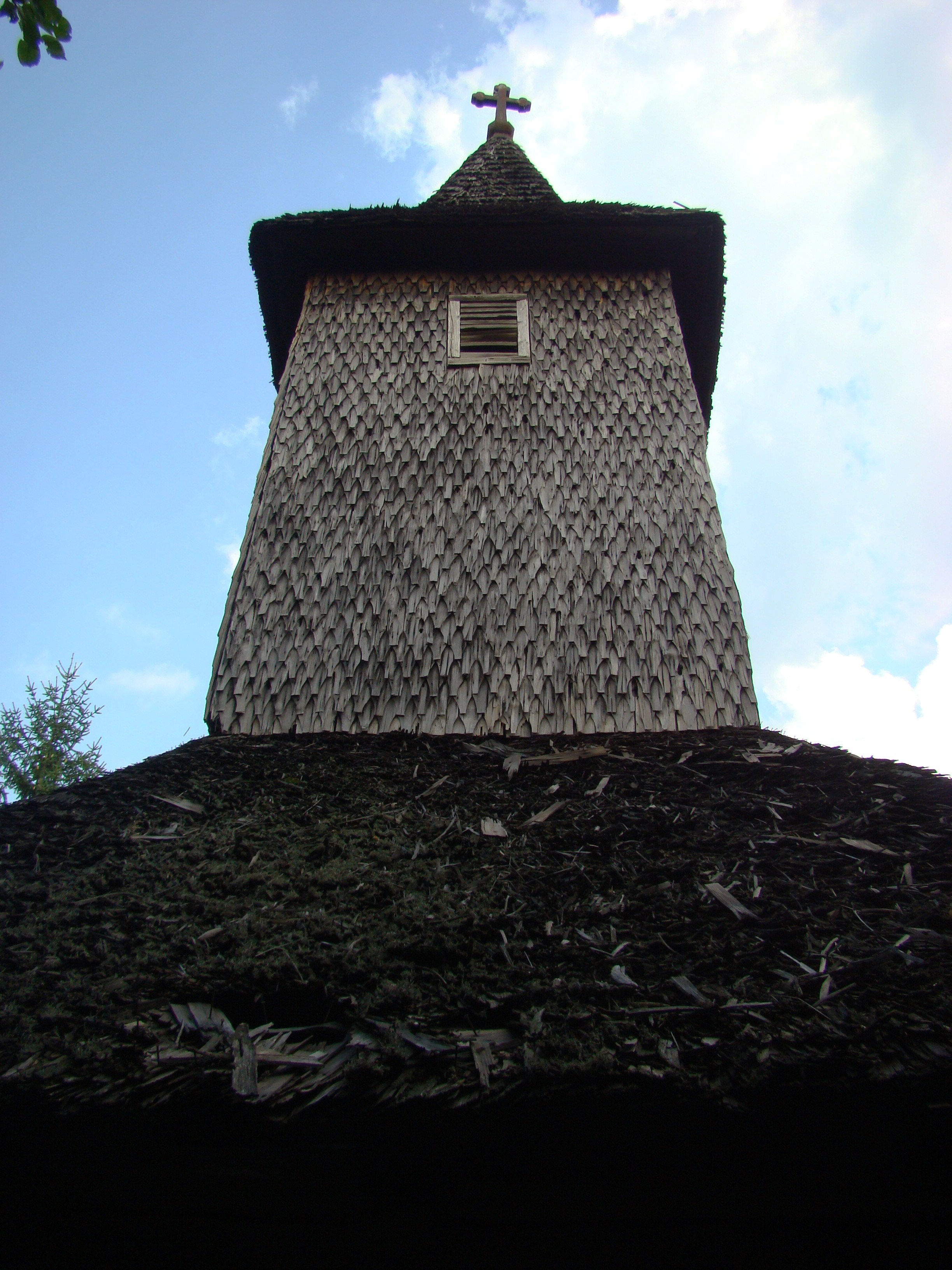
Turnul bisericii

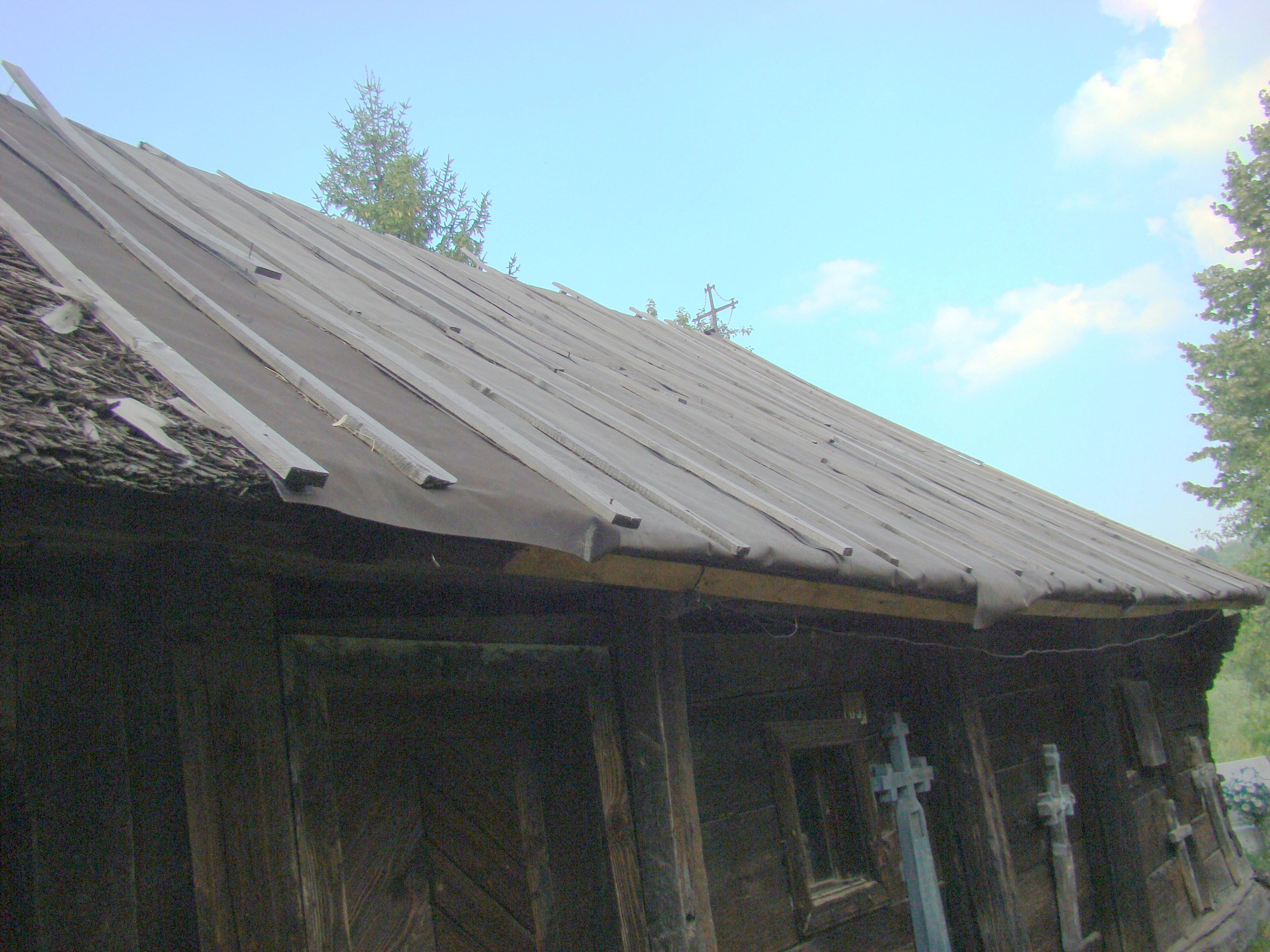
Acoperișul degradat și cârpit

Biserica de lemn din Crivina de Sus, comuna Pietroasa, județul Timiș a fost construită în anul 1676 și a fost reparată în 1778. Are hramul „Cuvioasa Paraschiva” și se află pe noua listă a monumentelor istorice sub codul LMI  TM-II-m-A-06214. 
Biserica, unul dintre cele mai reprezentative lăcașe de cult din Banat realizate din lemn, și cel mai vechi, se află într-o stare avansată de degradare. Acoperișul este extrem de degradat, liliecii zboară nestingheriți prin naos și altar. Mica și săraca comunitate din Crivina de Sus, în care ortodocșii sunt minoritari, predominând penticostalii, nu poate susține financiar repararea bisericii. Eforturile tânărului preot paroh de a salva această biserică se lovesc constant de lipsa de implicare a autorităților.
Dintre cele 14 icoane pictate pe lemn de la biserica din Crivina de Sus, 7 se află la Muzeul de Artă Veche Bisericească de la Catedrala Mitropolitană și sunt trecute în inventarul muzeului sub numerele 7183-7189; 3 icoane se găsesc la colecția de obiecte vechi bisericești de la Protopopiatul Lugoj (numere de inventar 14, 26 și 80), iar 4 icoane se află în biserică.

## Imagini din exterior

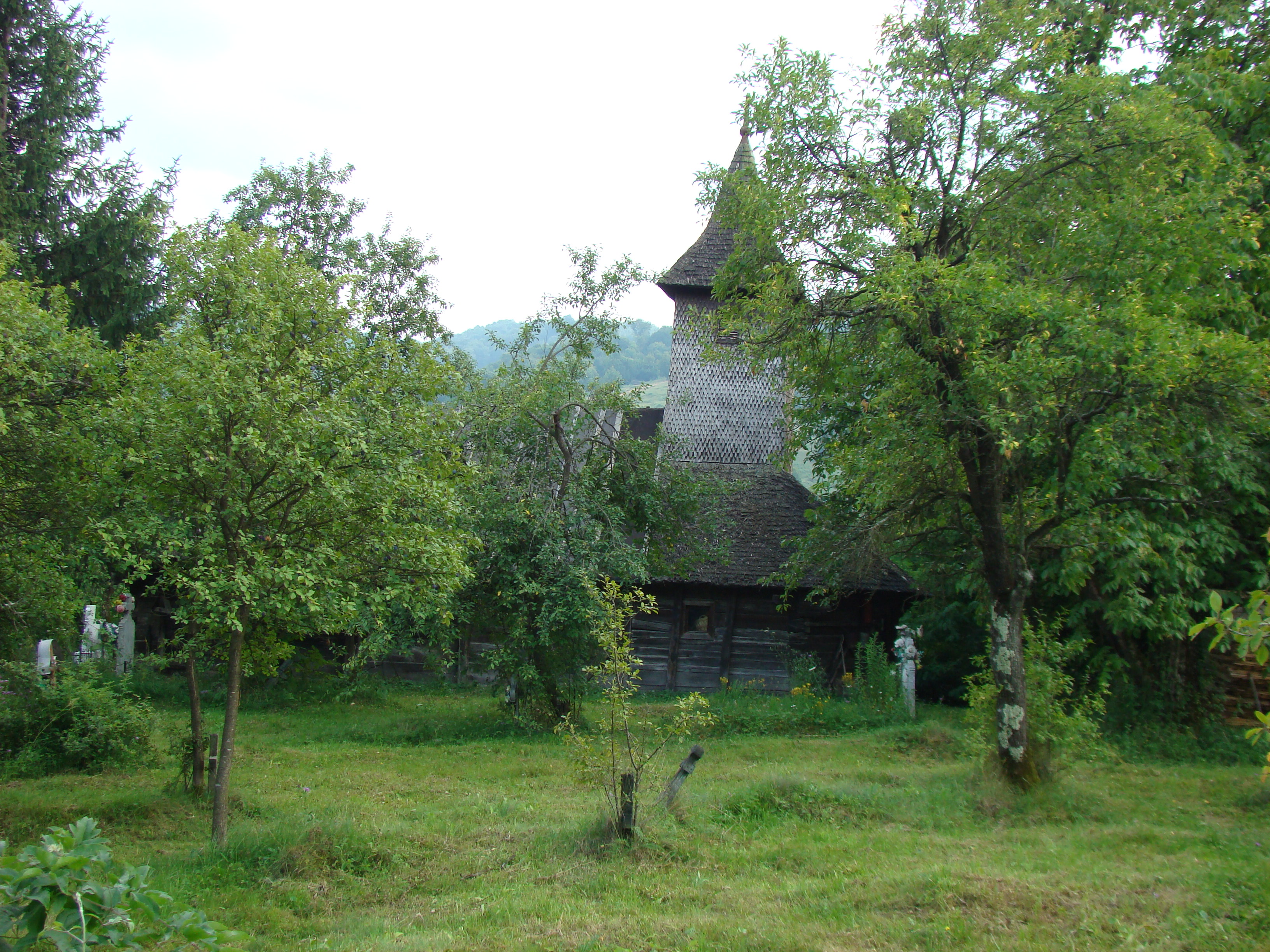
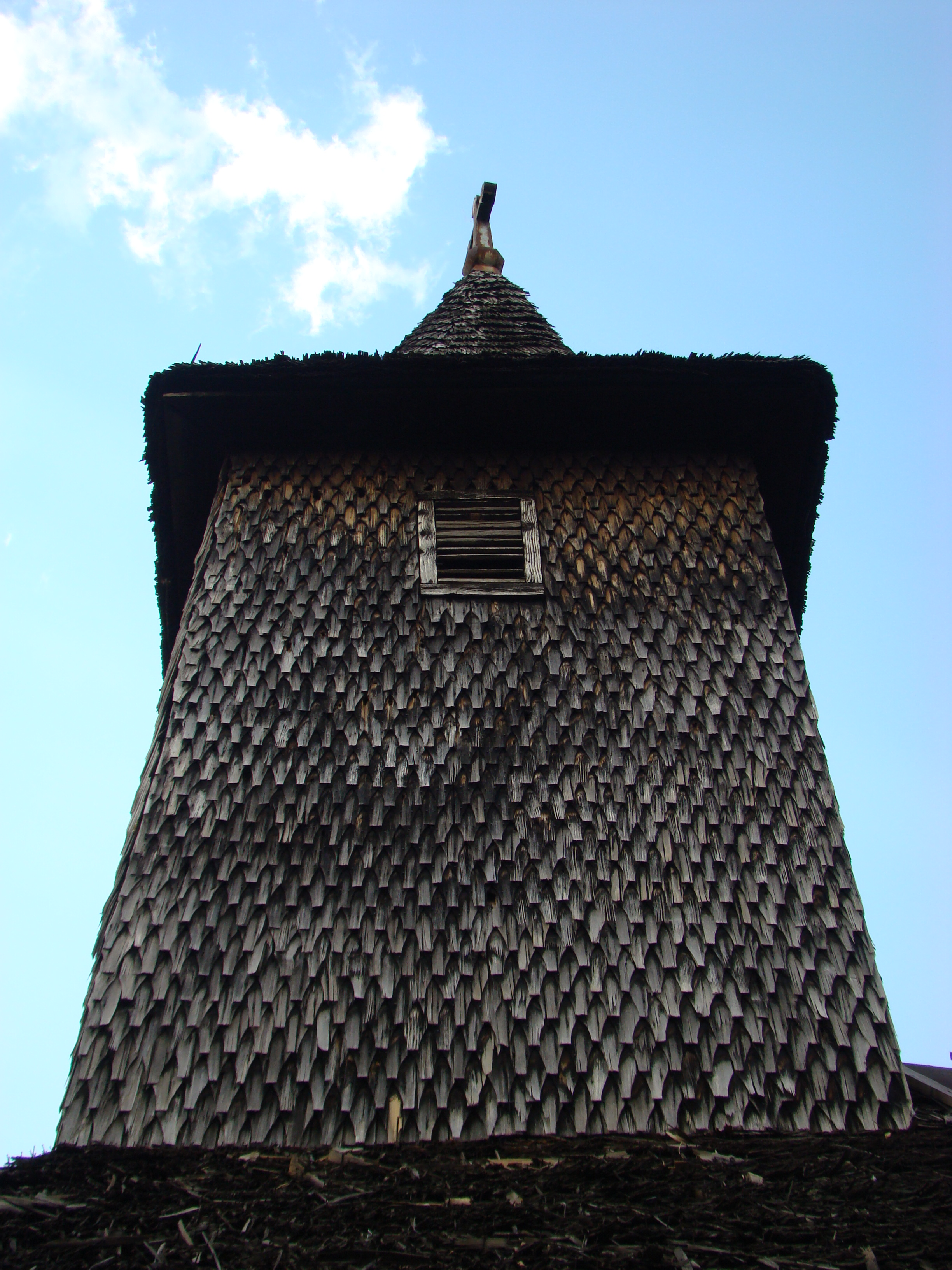
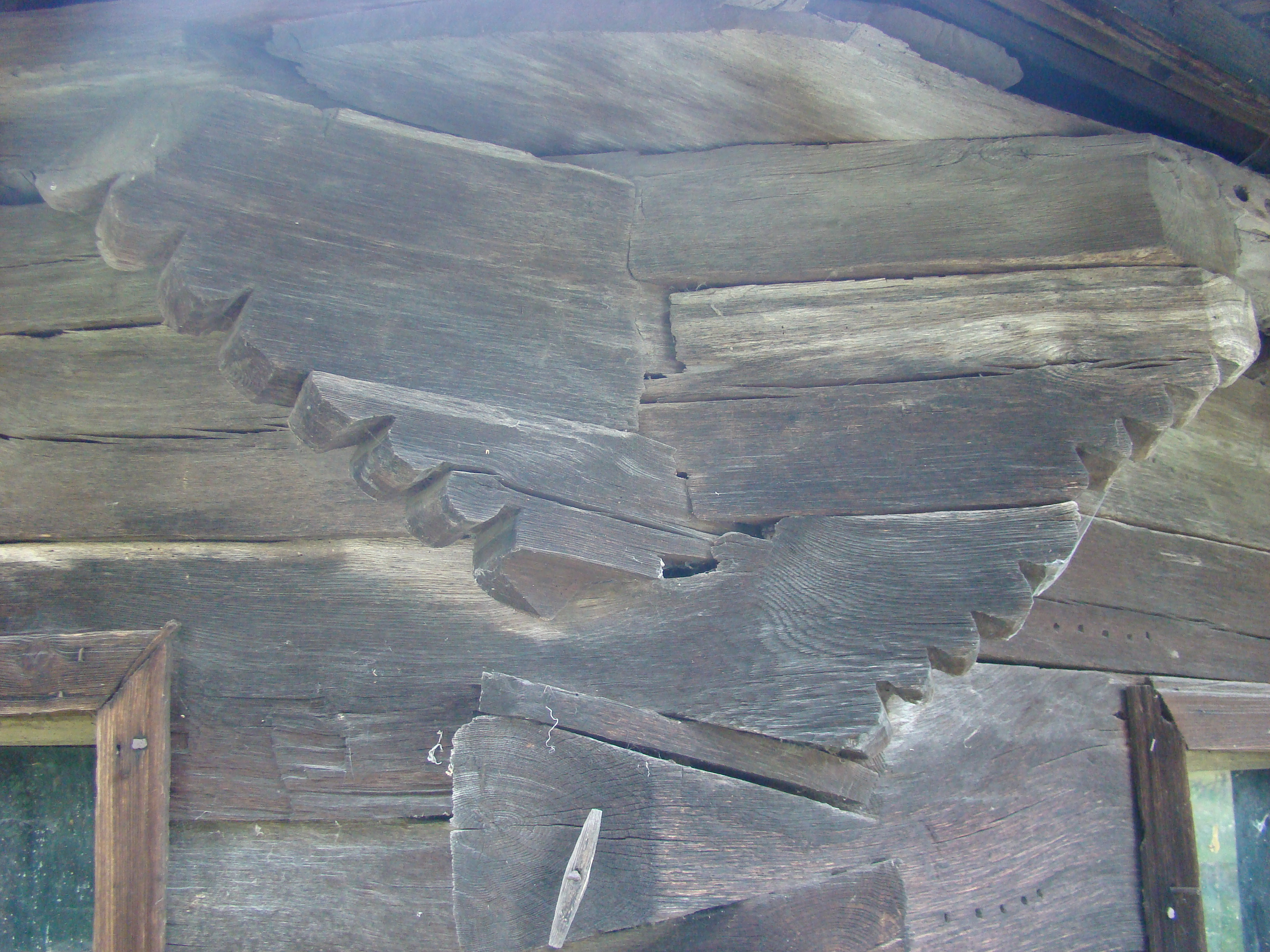
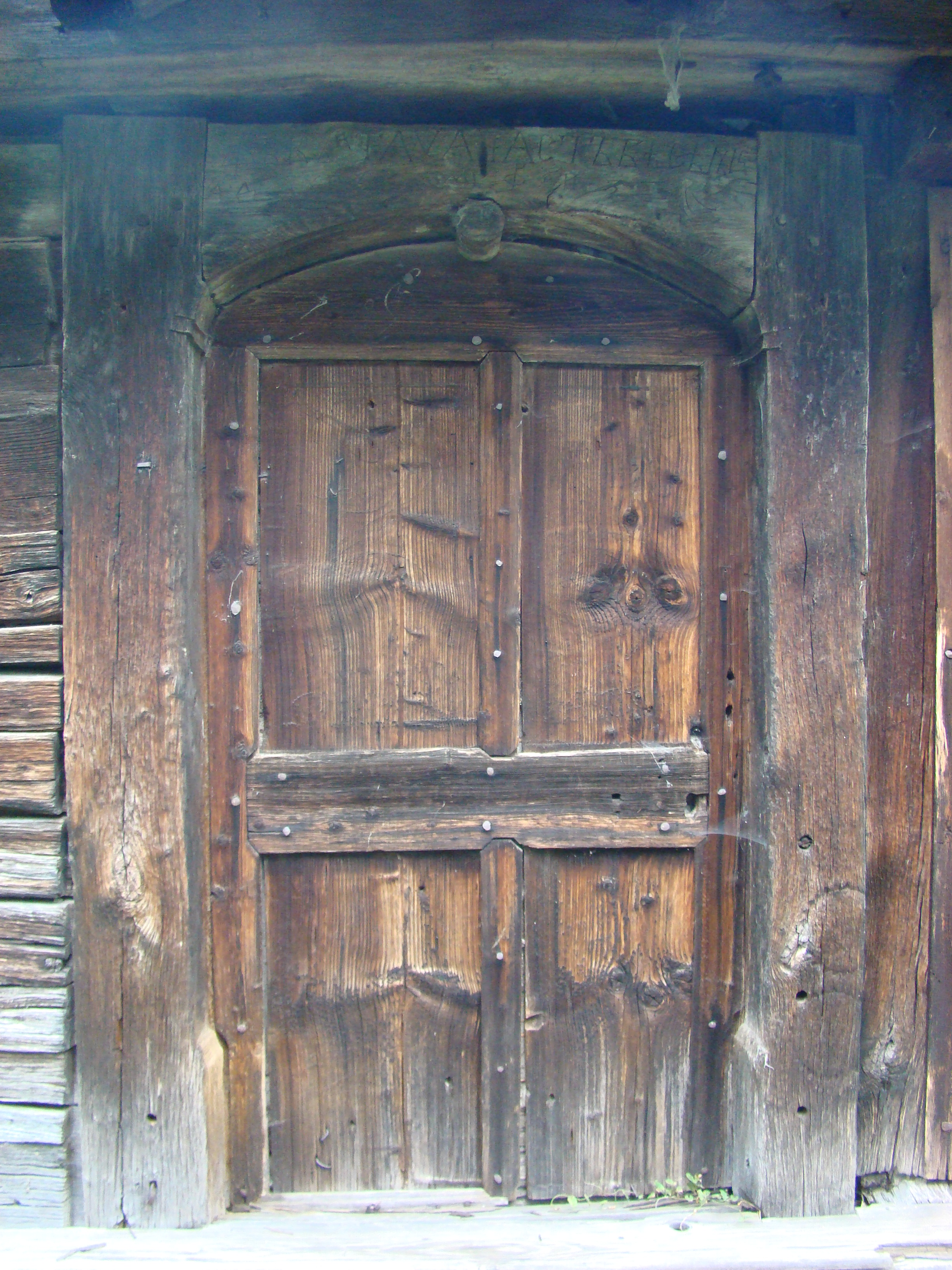
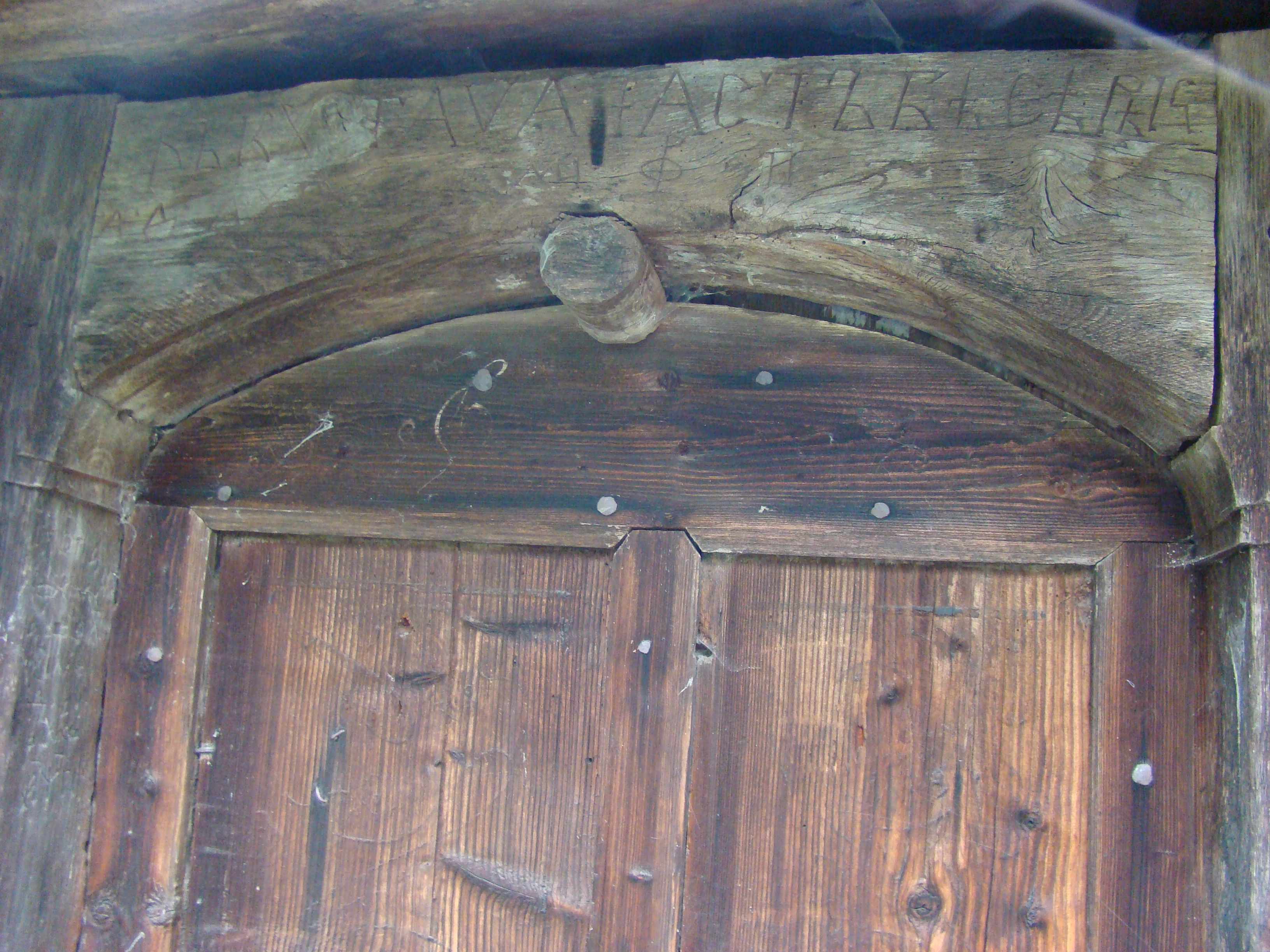
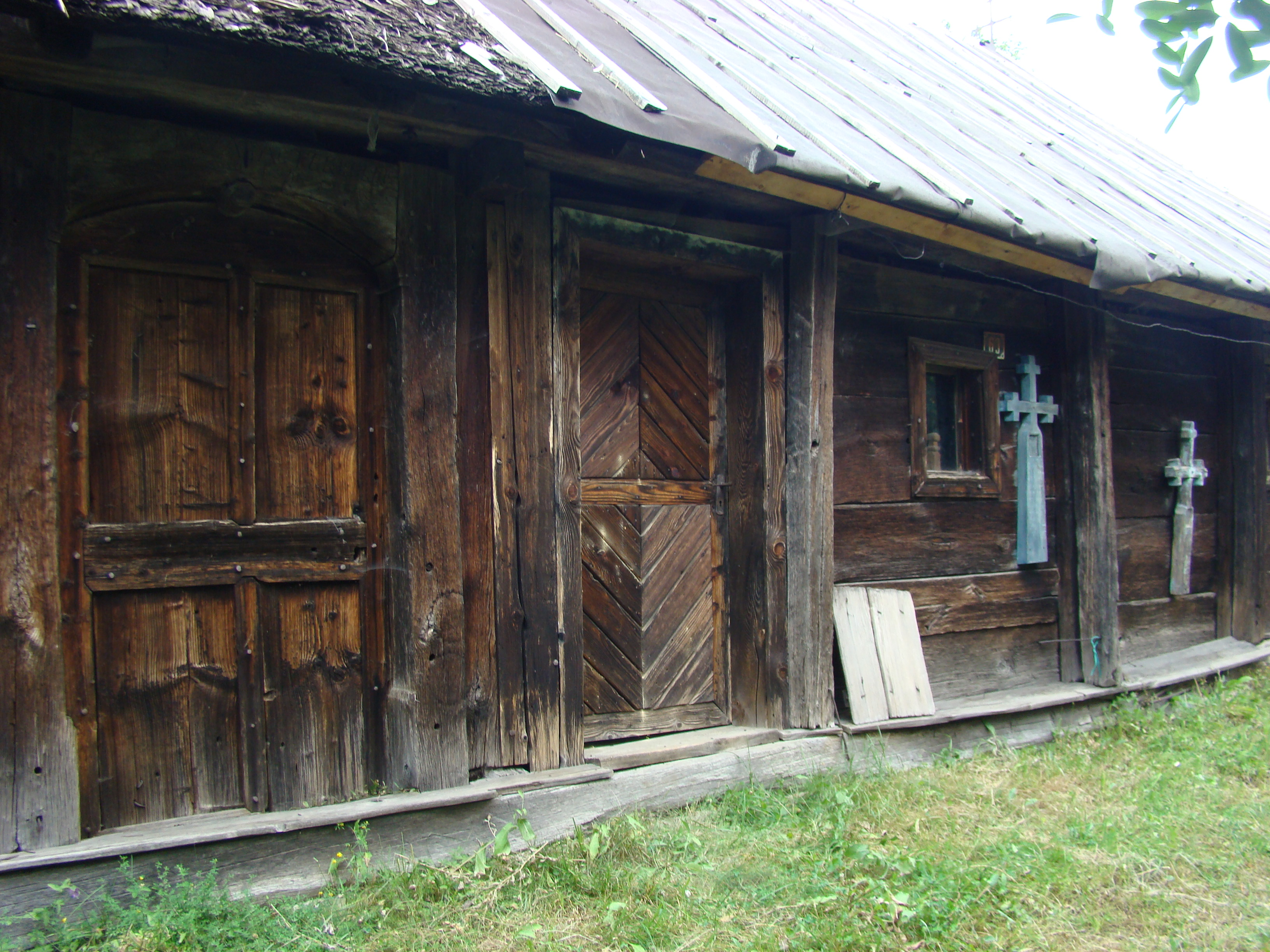
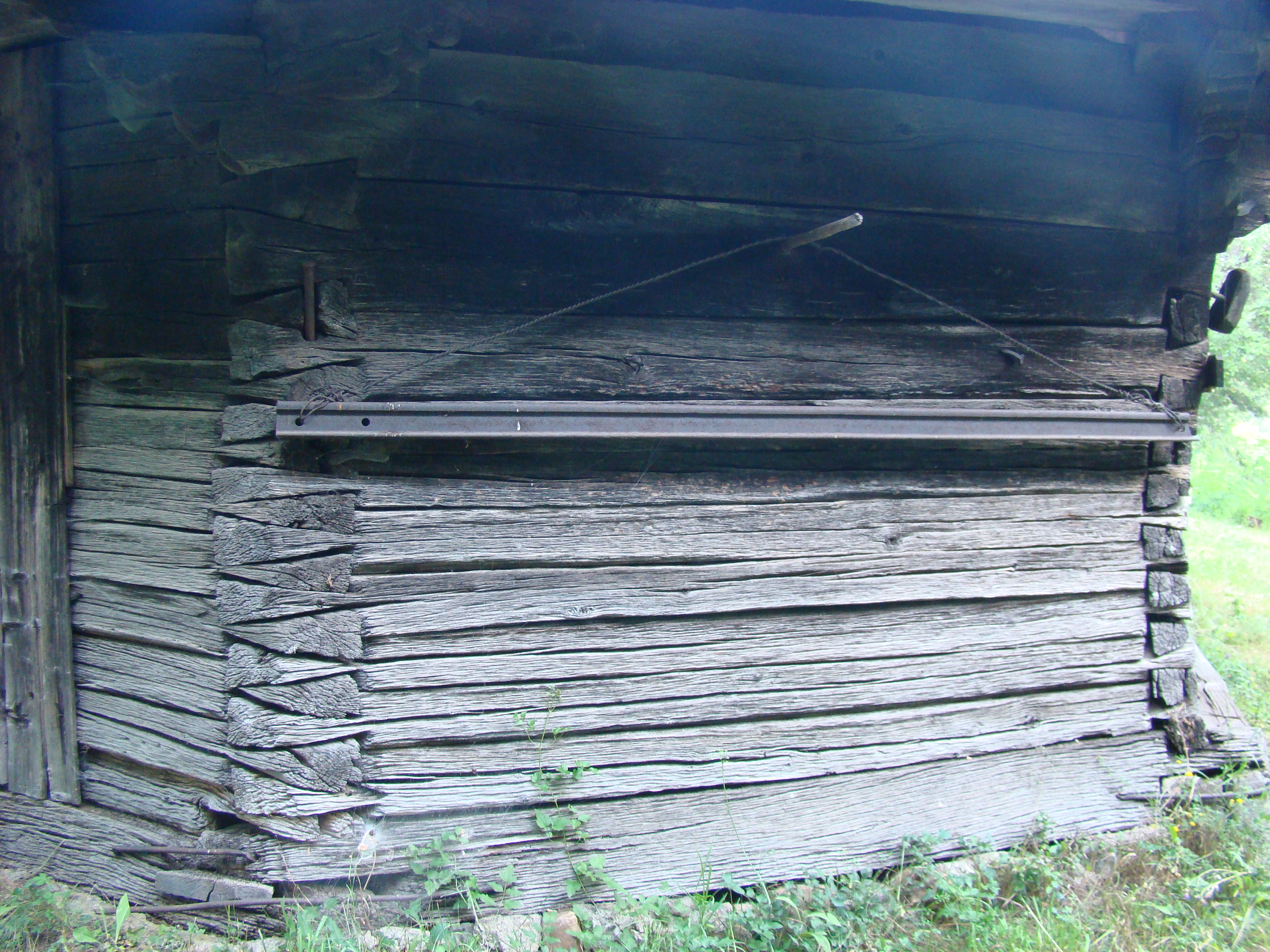
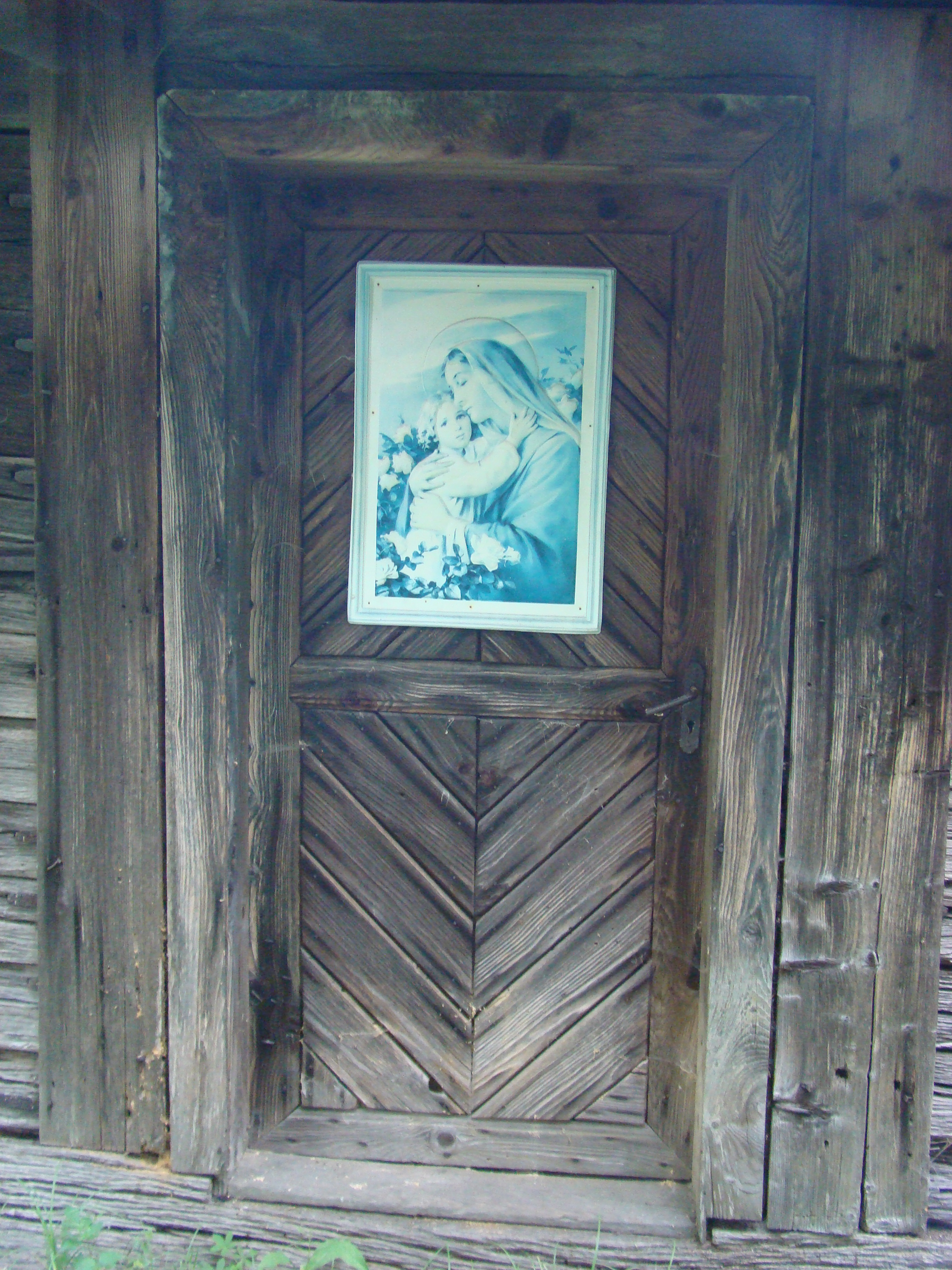
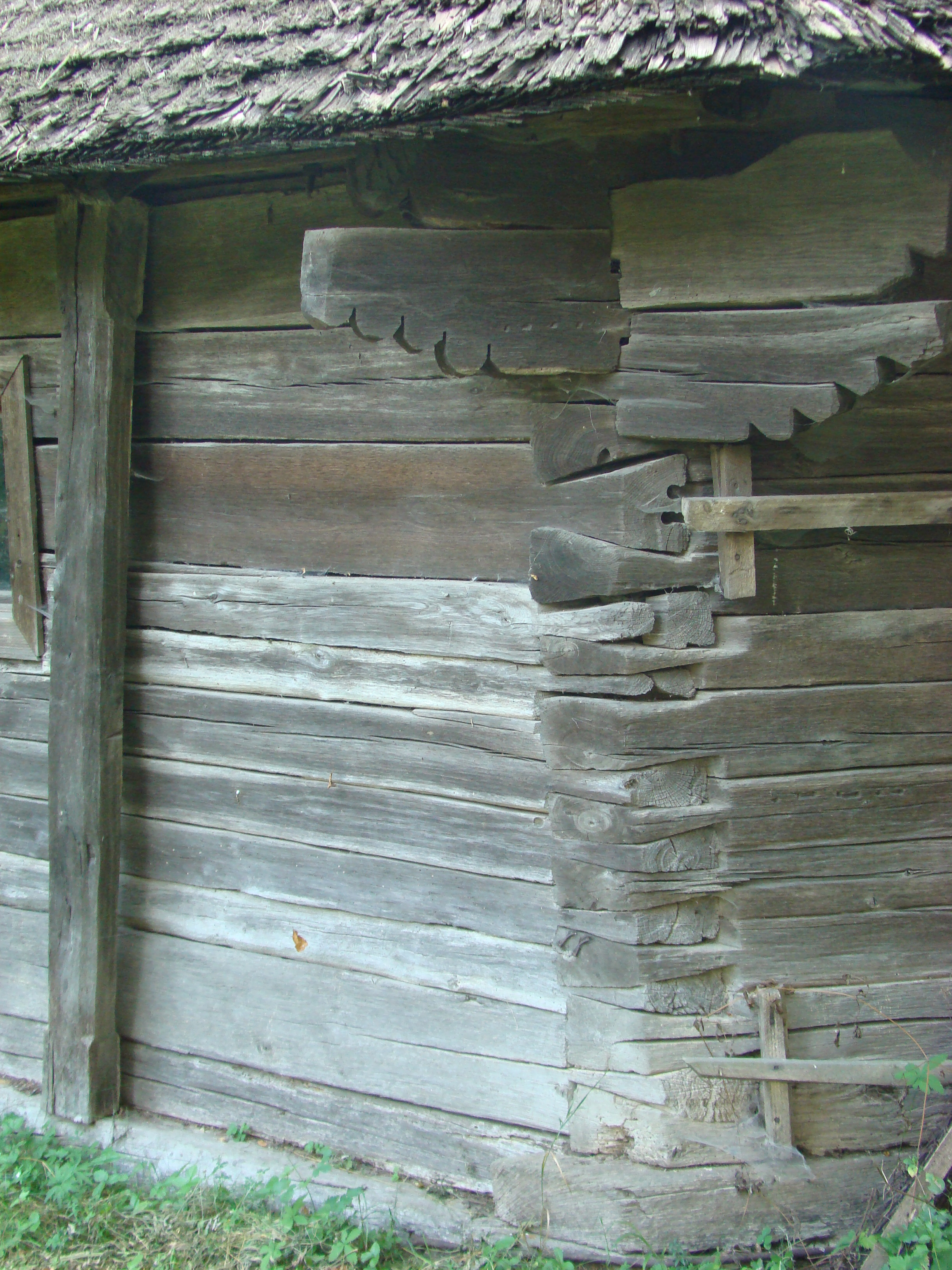
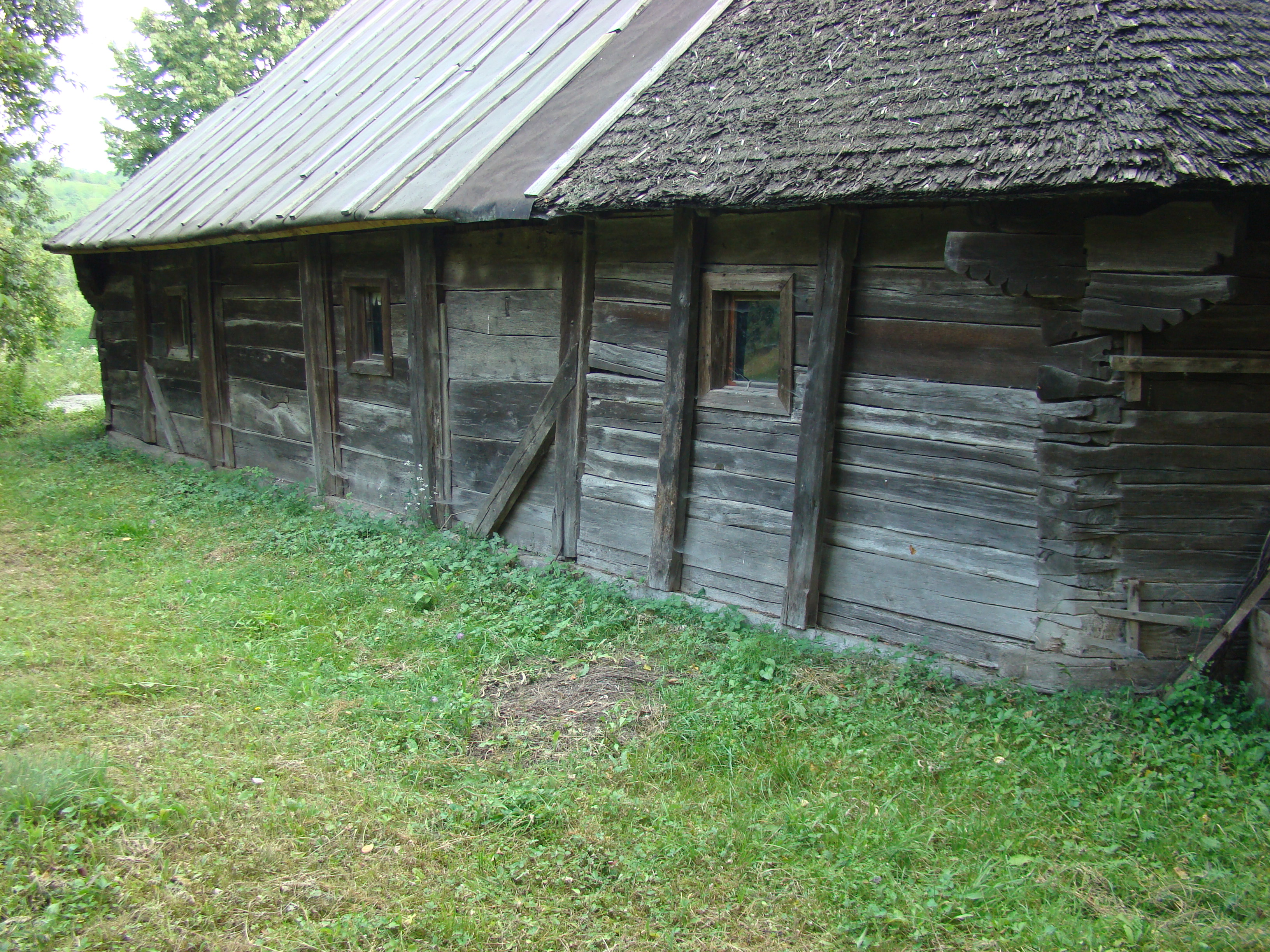
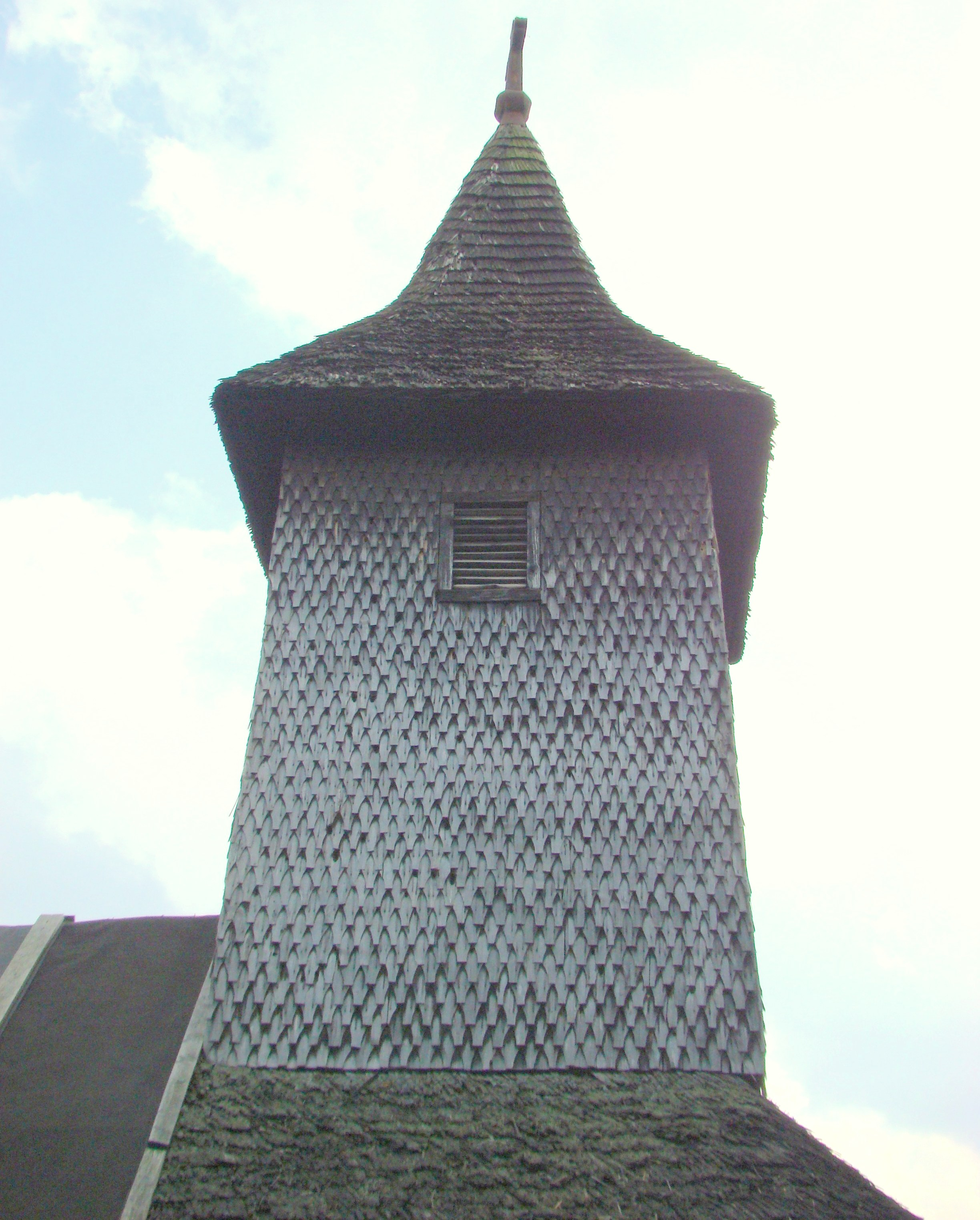
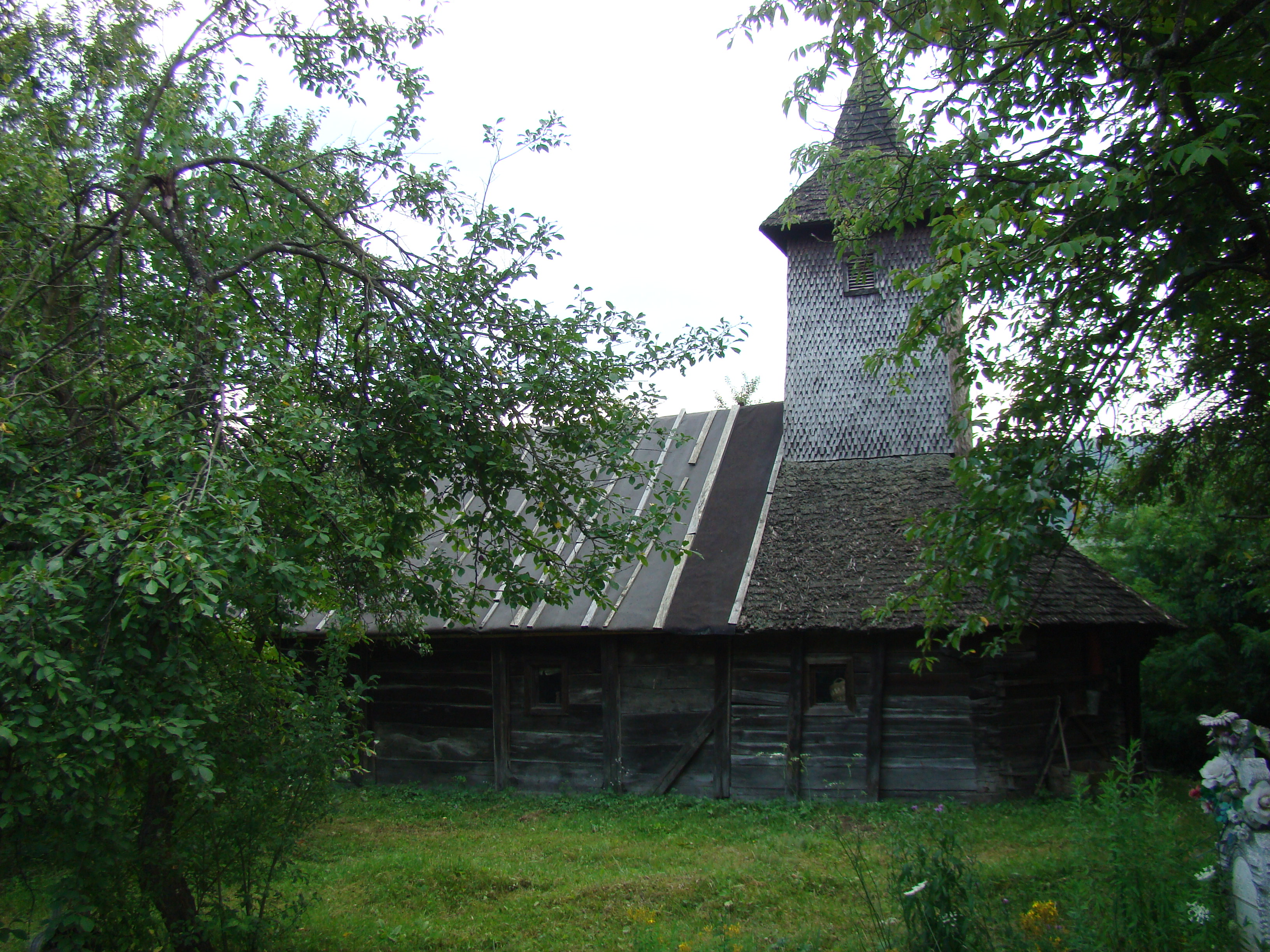
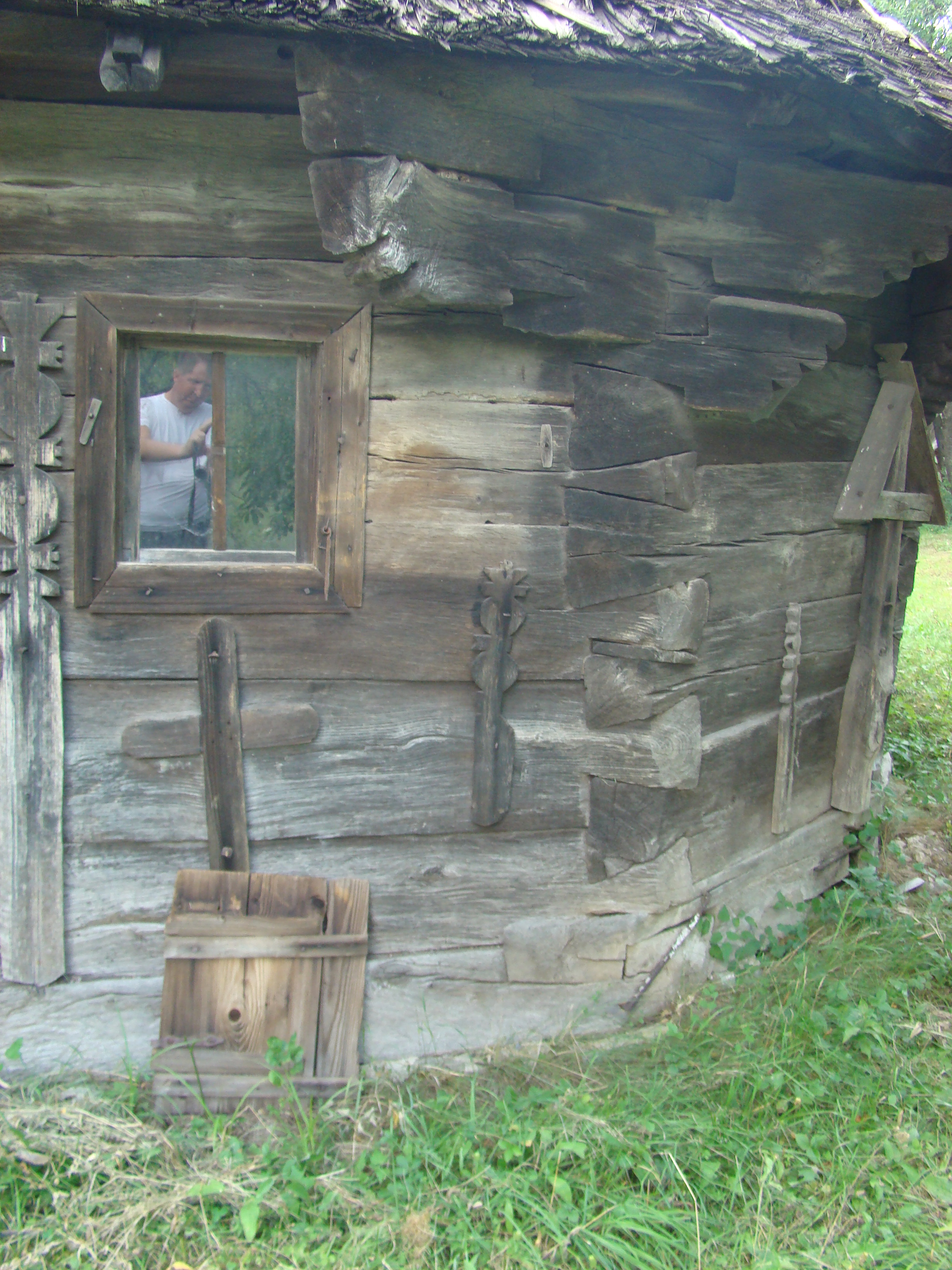
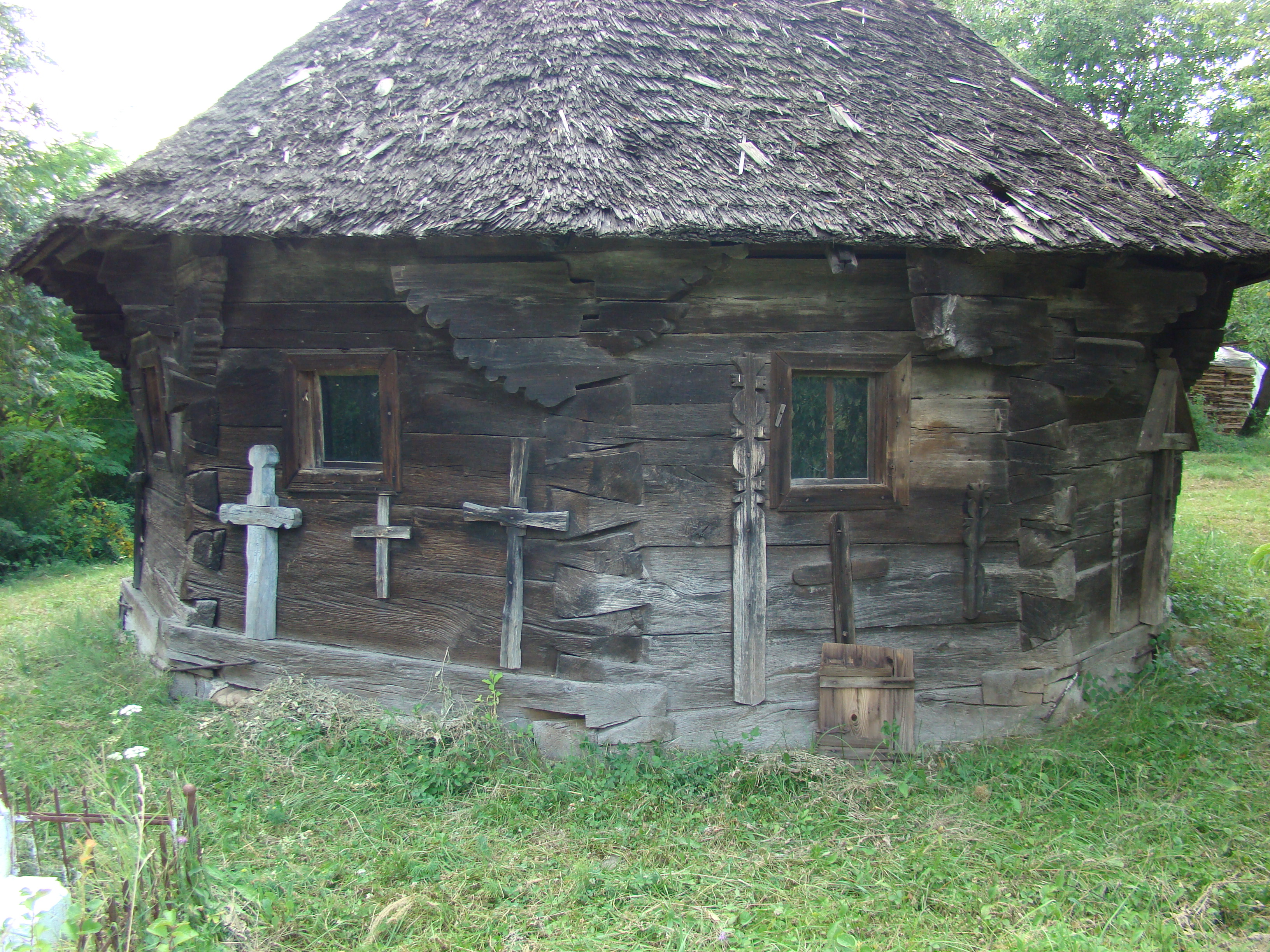
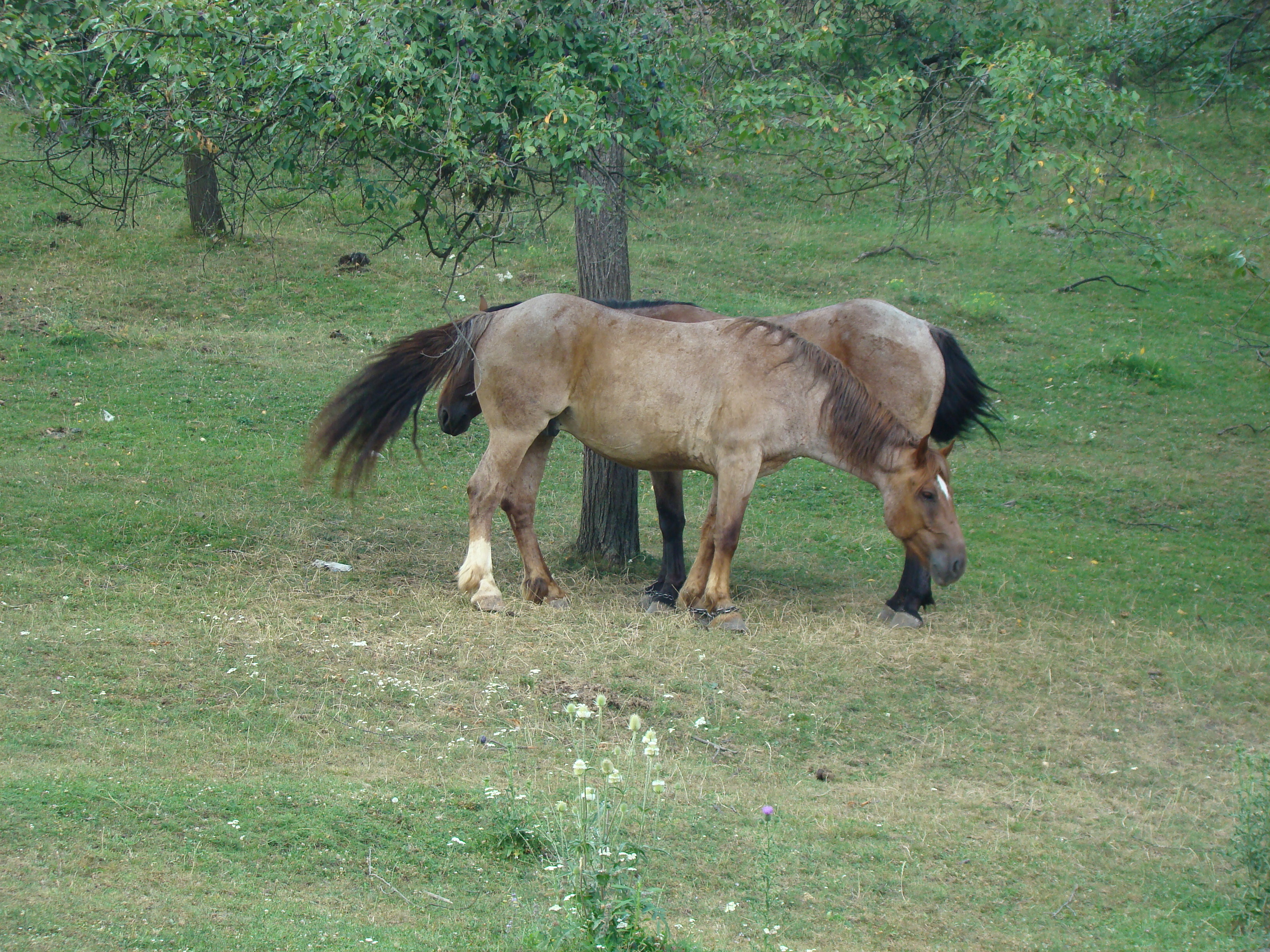
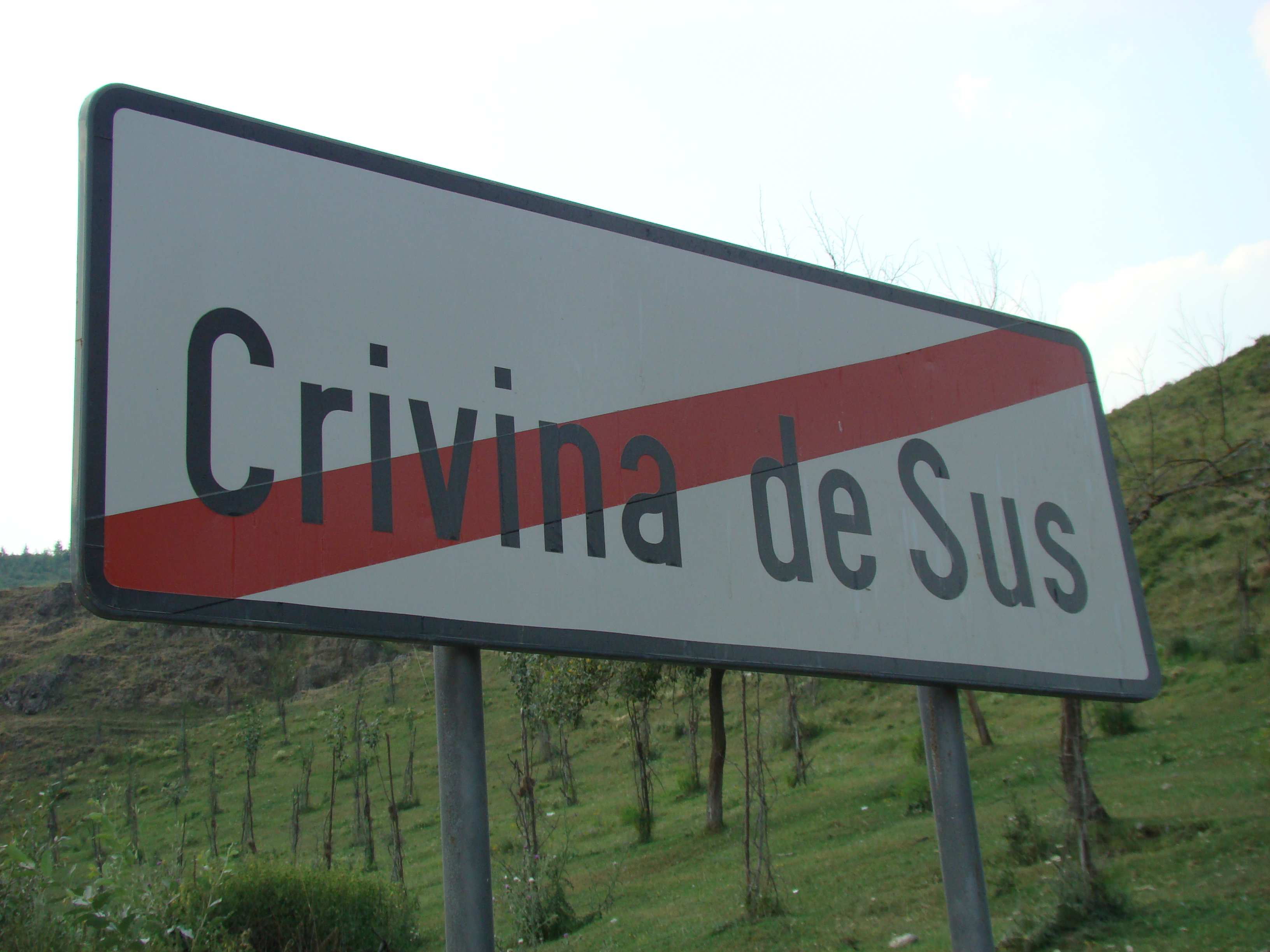

## Imagini din interior

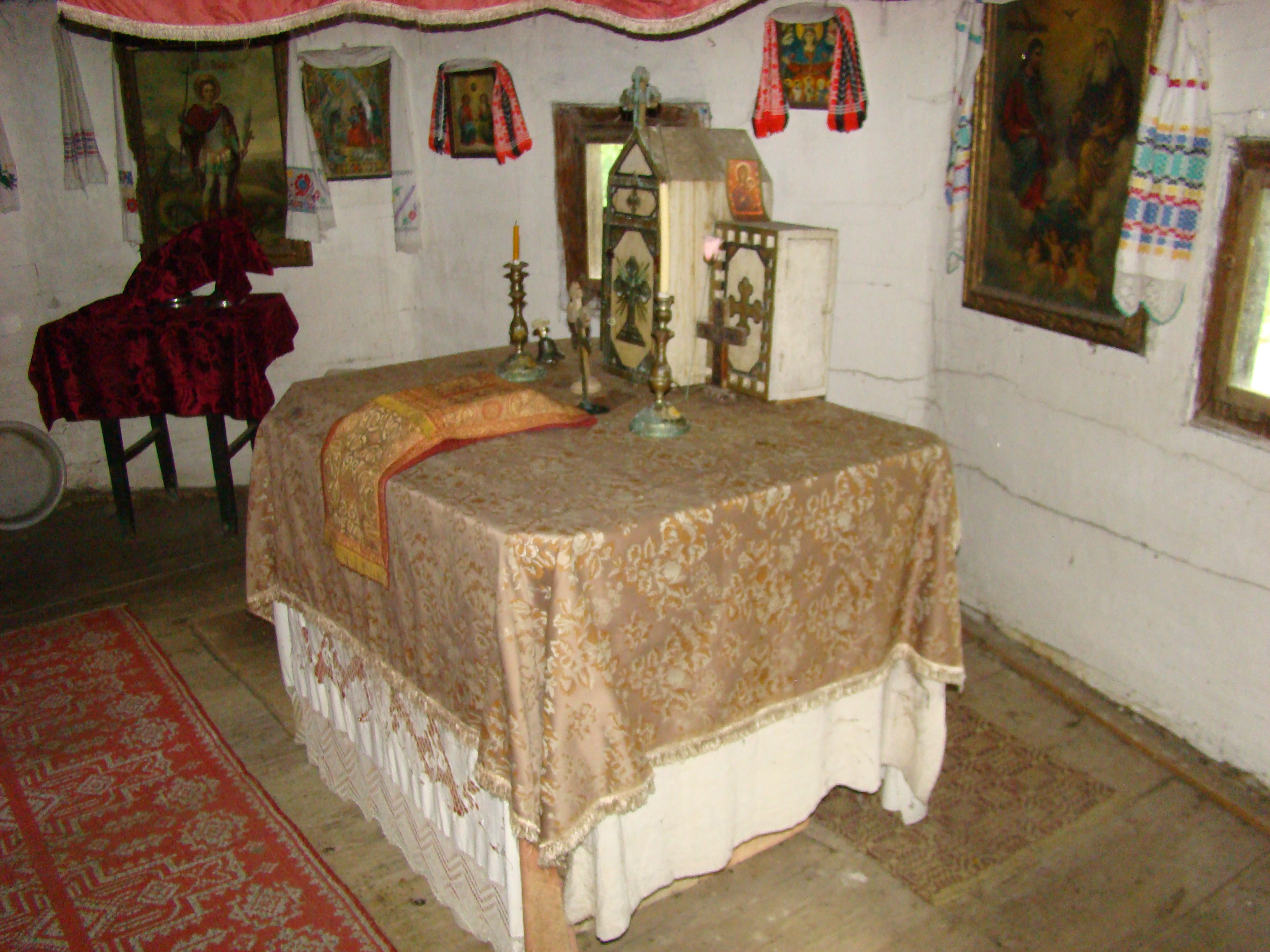
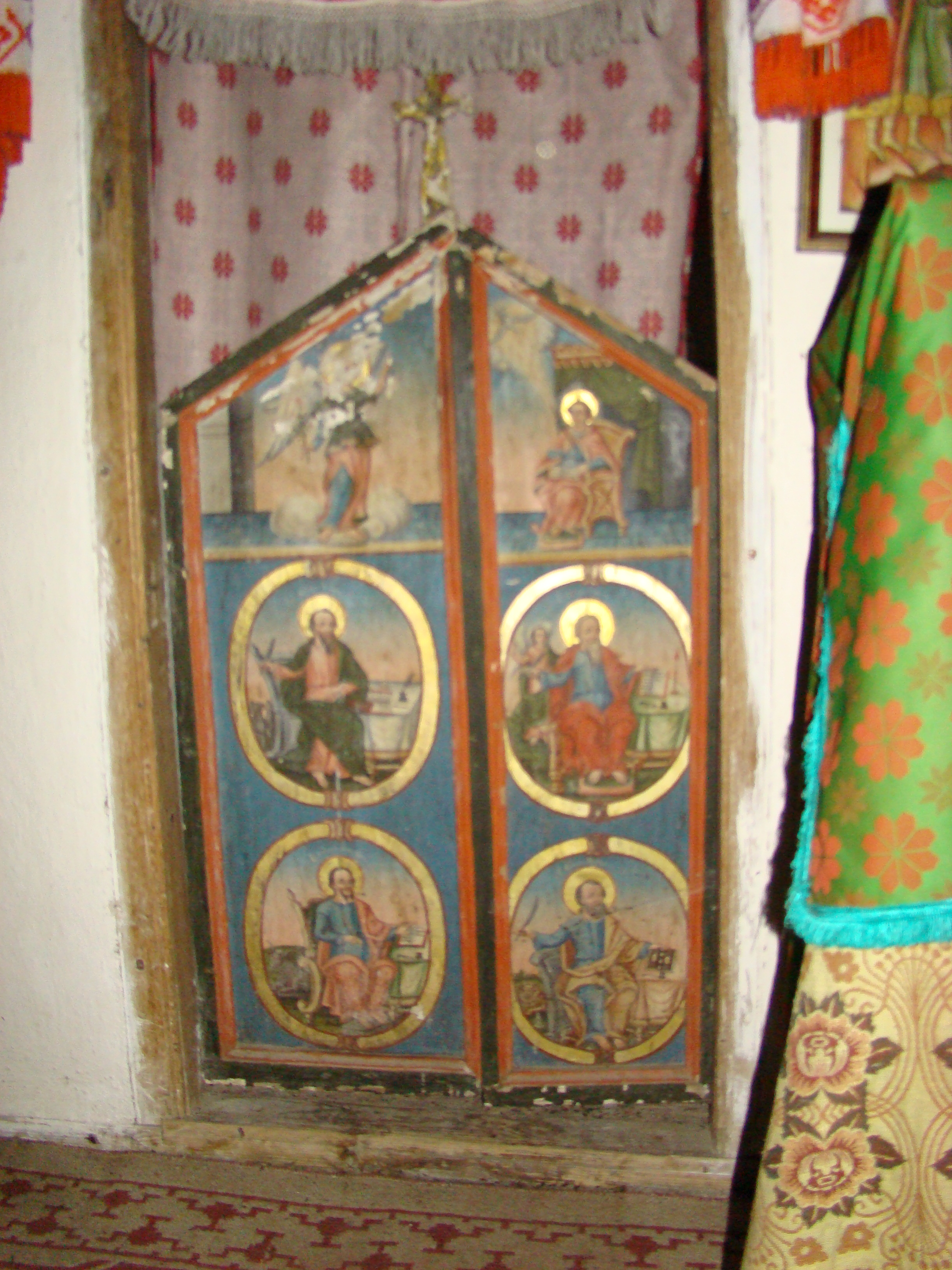
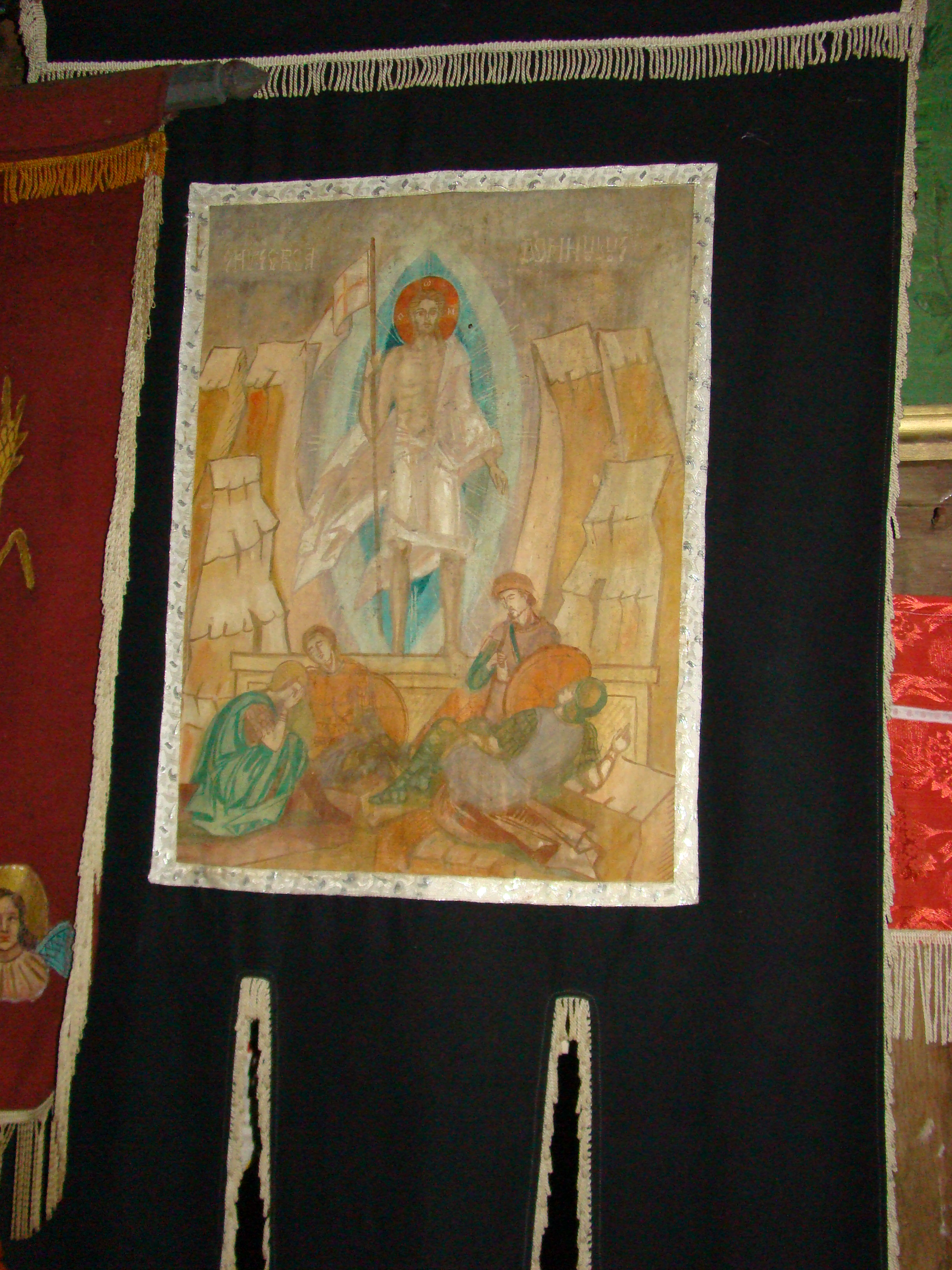
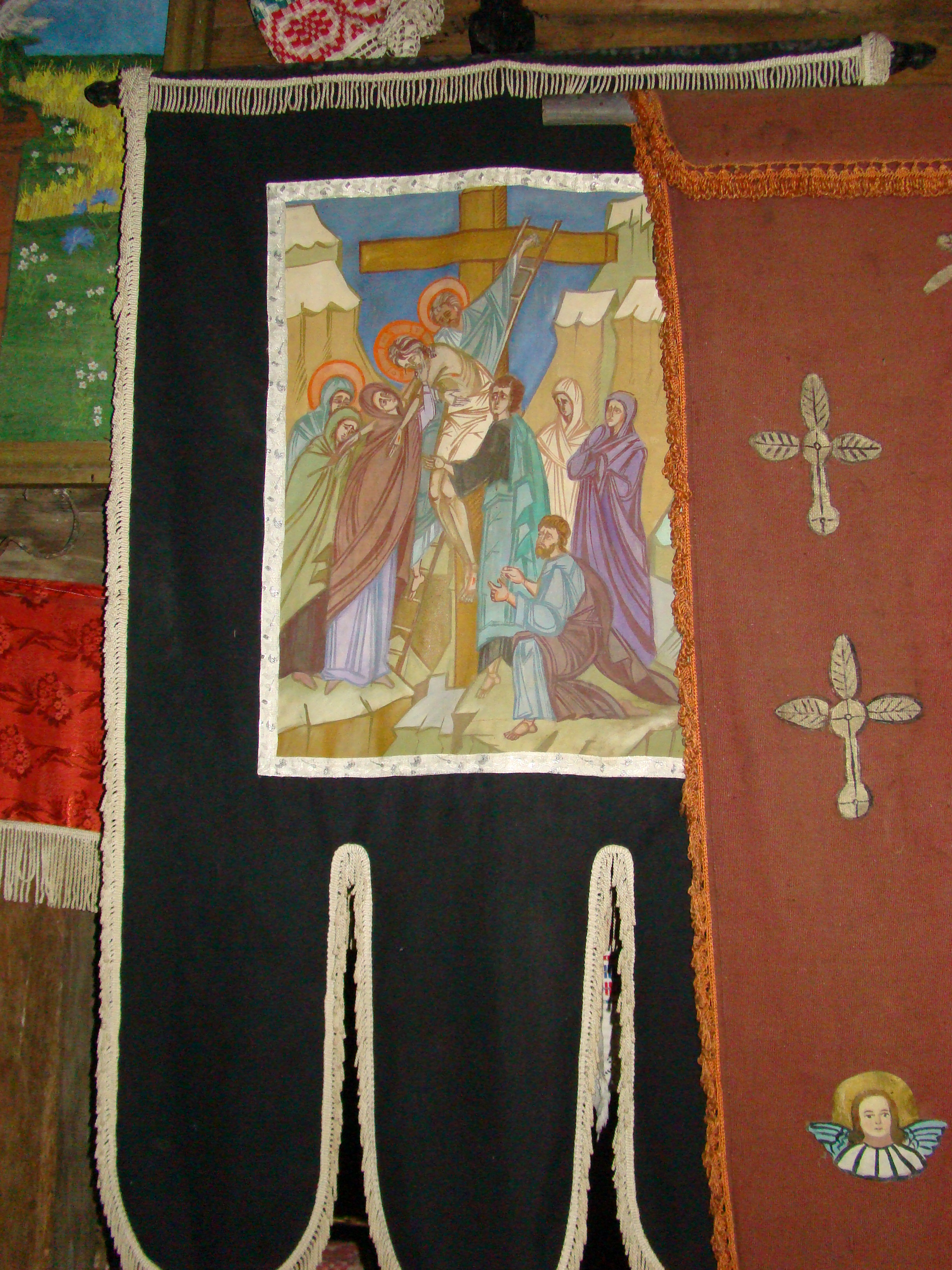
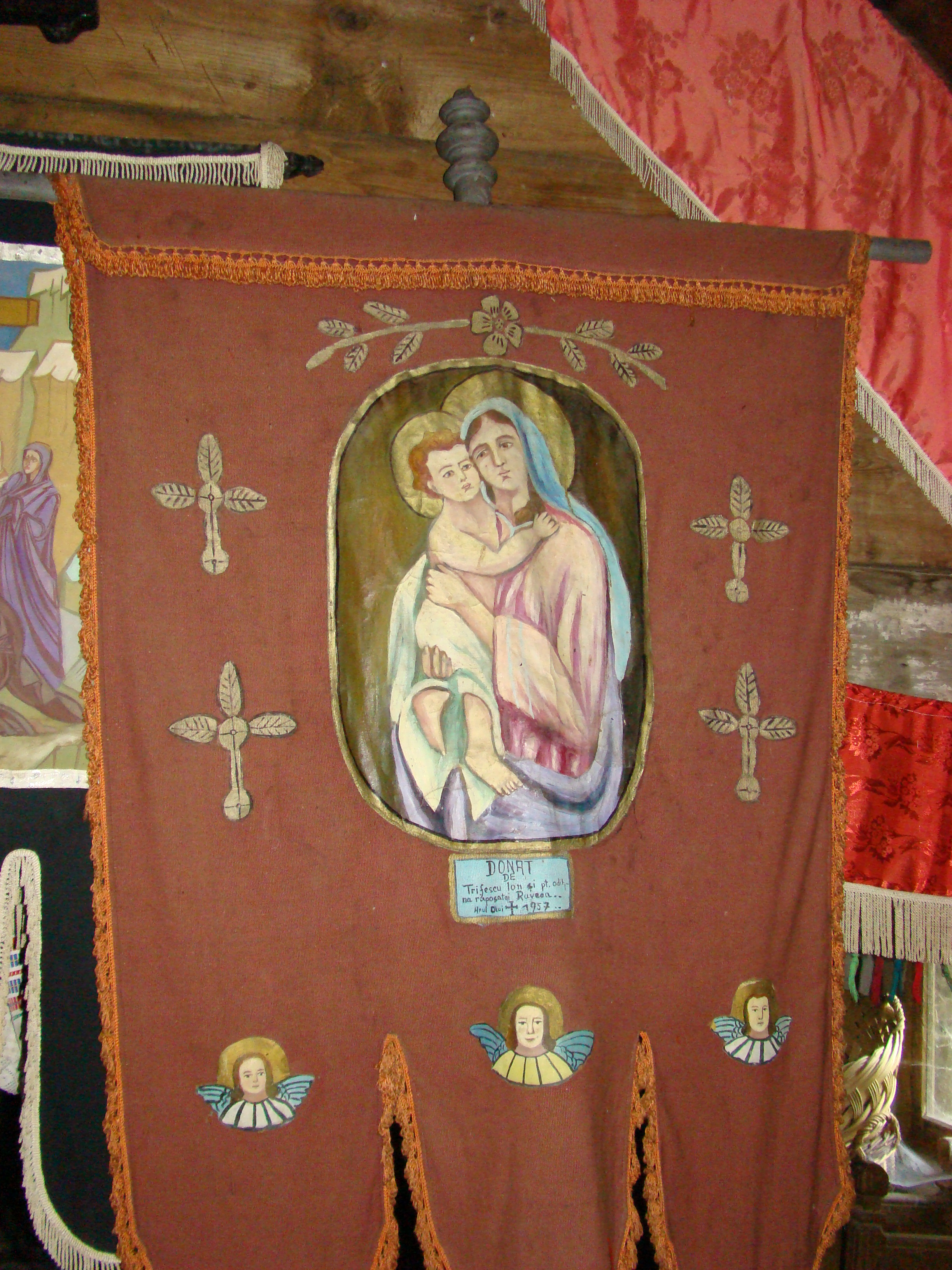
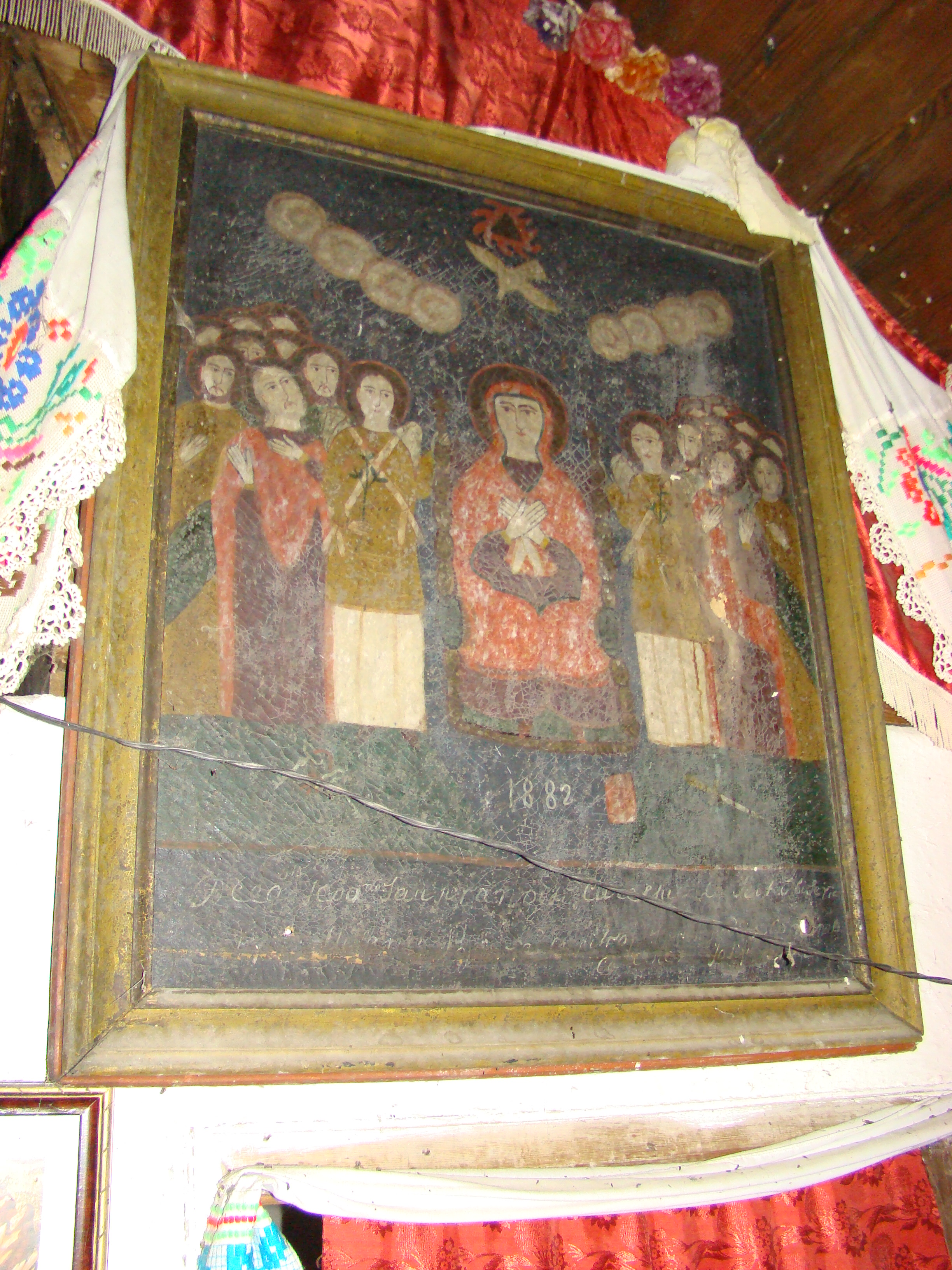
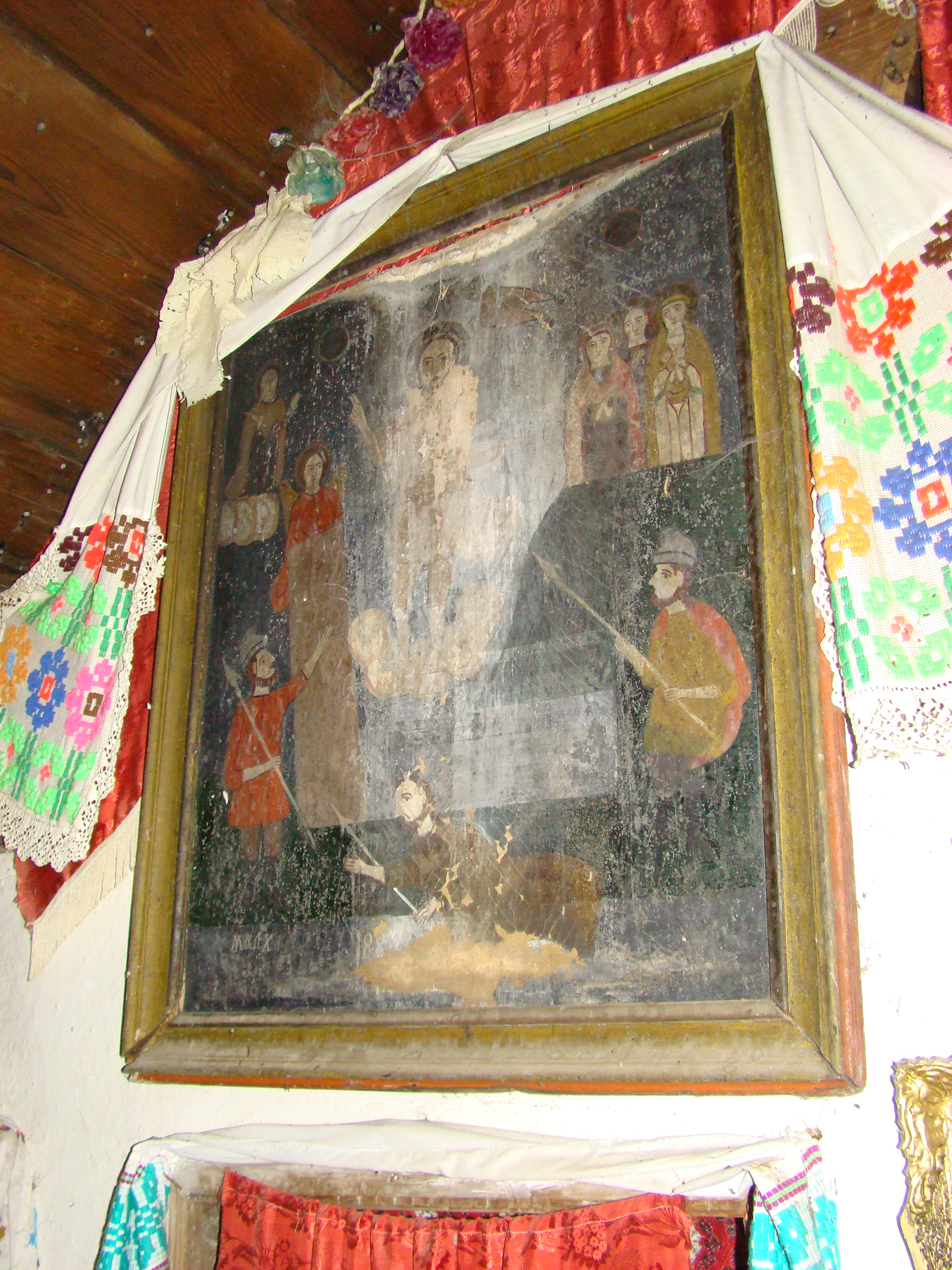
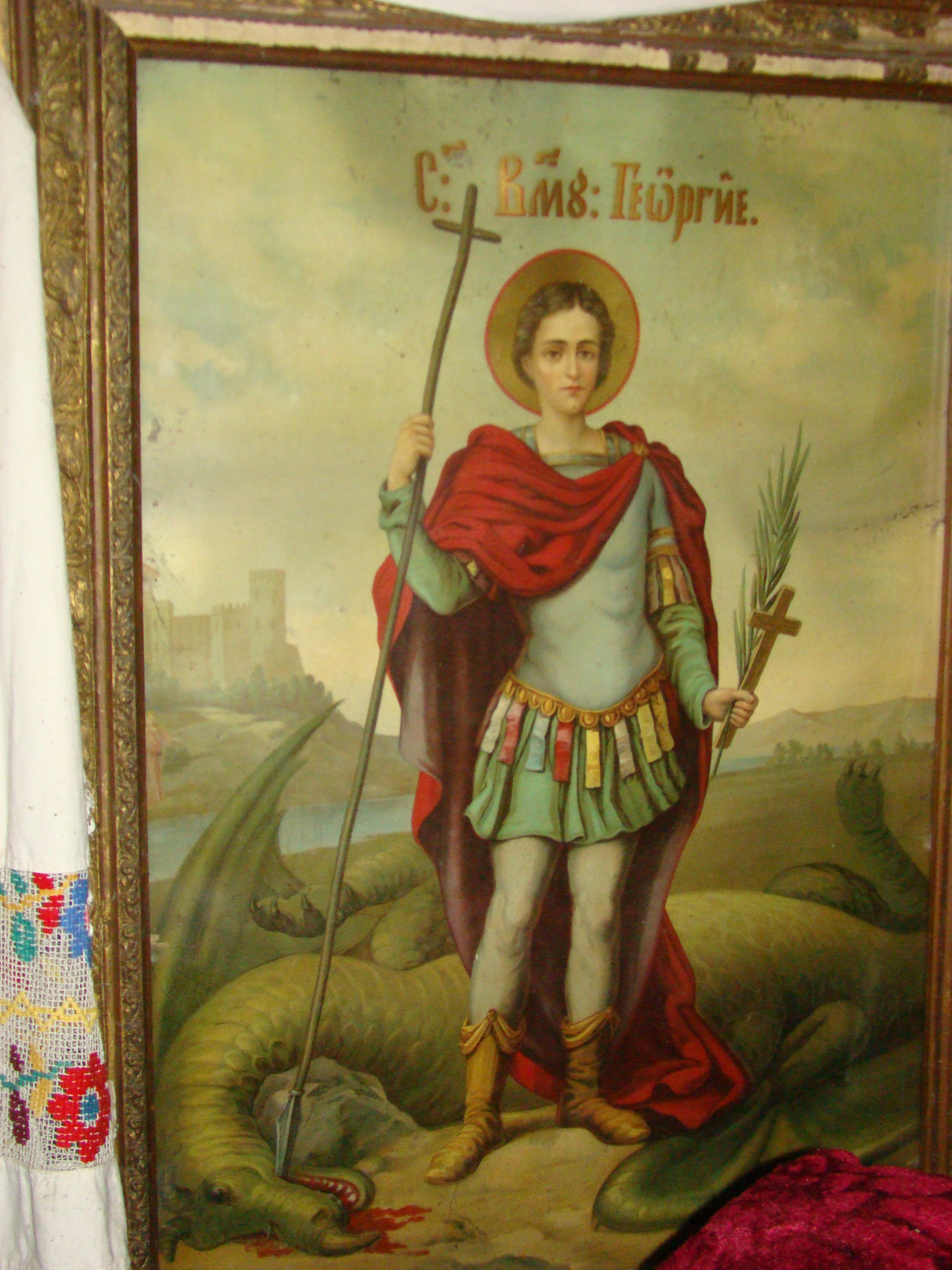
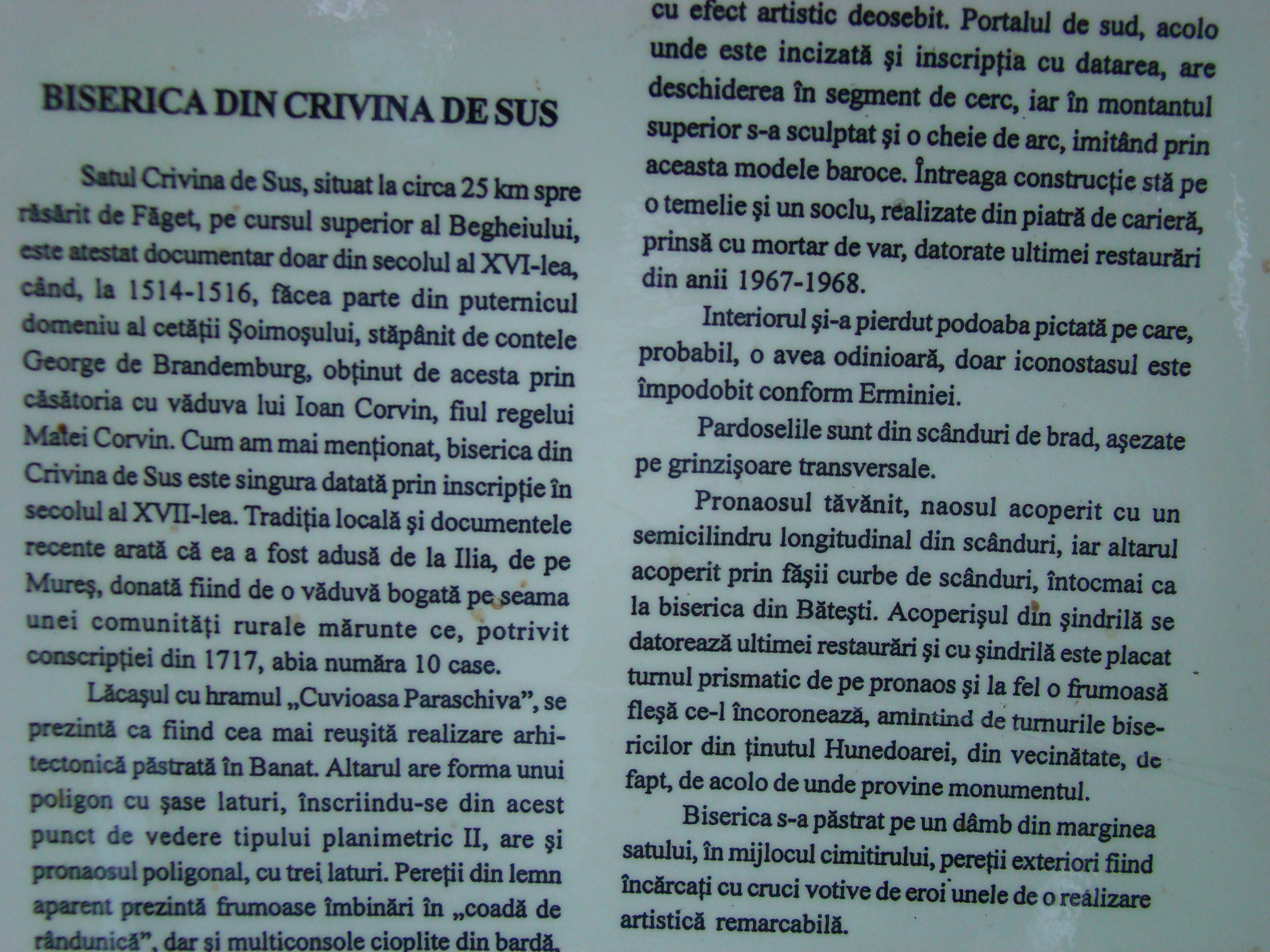
Istoricul bisericii, preot paroh Tiron Narcis Cristian

## Tur Virtual
Biserica se poate vizita virtual cu ajutorul unui tur interactiv realizat în iulie 2017. 
- Tur Virtual